# 古兰经
《古蘭經》（阿拉伯语：اَلْقُرآن，al-qurʾān，字面上解作「誦讀」）是伊斯蘭教中最重要的經典，被廣泛認為是最優秀的阿拉伯語经典及文學作品。《古蘭經》的篇章被稱為“蘇拉”，節句則被稱為“阿亞”。
穆斯林相信《古蘭經》是真主安拉的啟示。穆斯林相信《古蘭經》的內容是真主透過天使加百列（賈布里勒）口頭傳授給穆罕默德，始自公元609年，直至穆罕默德圣人在632年逝世為止，歷時23年。穆斯林認為《古蘭經》是指導穆罕默德圣人奉行使命的奇跡，證明他的先知身份，而他亦是自亞當以來最後一位接收啟示的先知。
根據傳統的說法，穆罕默德圣人的多位同伴充當書記，負責把真主的啟示筆記下來。這些同伴在穆罕默德圣人逝世後不久根據這些記錄及他們的記憶進行編撰。由於筆記書寫時出現了各種不同的顺序与读法，哈里發奧斯曼於是制訂了一個被稱為「奧斯曼本」的範本加以整理，一般都被認為是當今《古蘭經》的原型。不過，鑑於《古蘭經》有不同的讀法，大部分讀法相互之間有細微的差異，而有些讀法則與其他的讀法有部分差異。
《古蘭經》的內容與猶太教《舊約》及基督教《新約》經典記載的主要故事有相同之處，但有些只是概括論述，有些則加以引申詳述，有時會提供額外的資料及對事件加以評價和解釋。與前兩者不同，《古蘭經》把自身定位為一部指導性的典籍，因此很少詳盡地記載神諭的具體指示、還有相關的歷史事件，經常強調事件當中的價值觀，而不是本身的故事性。《古蘭經》及聖訓都是制訂伊斯蘭教法的依據。在禮拜期間只能以阿拉伯語誦讀古蘭經。
能夠背誦整部《古蘭經》的人被稱為哈菲茲，有些穆斯林用朗誦的方式閱讀古蘭經的經文，這種方式被稱為泰吉威德。在賴買丹月（即斋月），穆斯林按照慣例在泰拉威禮拜誦讀整部古蘭經。大部分穆斯林在理解經文意義的時候會用上塔夫細爾（《古蘭經》的注釋）。

## 語義
「古蘭」一詞在《古蘭經》裡出現了70次，表達不同的意思。它是一個阿拉伯語動名詞，動詞是「古雷埃」，意思是閱讀或誦讀。西方學者又指這個詞語或許與敘利亞語的「蓋利亞納」一詞有關，「蓋利亞納」有經文閱讀或課堂的意思。不過，穆斯林的主流觀點都認為語源是阿拉伯語的「古雷埃」。《古蘭經》是一部被誦讀的經書，因此而得名，正如內裡一段早期的經文提到：「集合它和誦讀它，確是我的責任」。
在其他的經文裡，「古蘭」是指「被穆罕默德誦讀的個別段落」，這種語境可以在許多段落裡看得到，例如在提及一伙鎮尼（精靈）聆聽穆罕默德誦讀《古蘭經》的時候描述他們說道：「我們確已聽見奇異的《古蘭經》，它能導人於正道，故我們信仰它……」。在與妥拉及引支勒等其他經書一起被提到的時候，這個詞語又指編集成典的整部經書。
《古蘭經》全書裡用了不少與「古蘭」一詞有緊密關係的同義詞。這些同義詞有自身獨特的意思，但它們的用法在特定的語境下或者可以與「古蘭」相交，包括克提卜（典籍）、阿亞（跡象）及蘇拉（經文），後兩者又是啟示內容的單位。在大部分的語境及與冠詞並用的情況之下，「古蘭」是指不時下達（坦齊勒）的「啟示」。由於經文提及《古蘭經》的啟示是「對全世界的教誨」，所以帶有提醒及警示意味的即克爾（紀念）一詞經常與「古蘭」同義。
《古蘭經》把自身描述為「慧眼」、「母書」、「指南」（胡達）、「至理」（黑克麥提）、「教誨」及「啟示」。克提卜一詞亦可稱謂《古蘭經》，在阿拉伯語裡亦會用這些詞語指稱《妥拉》、《引支勒》等其他經書。穆斯哈福（寫作作品）一詞通常用以指稱《古蘭經》的手抄本，但亦可用以指稱早期的啟示之書。「古蘭」又可以音譯成「科蘭」、「庫蘭」、「可蘭」等。

## 歷史

### 先知時期

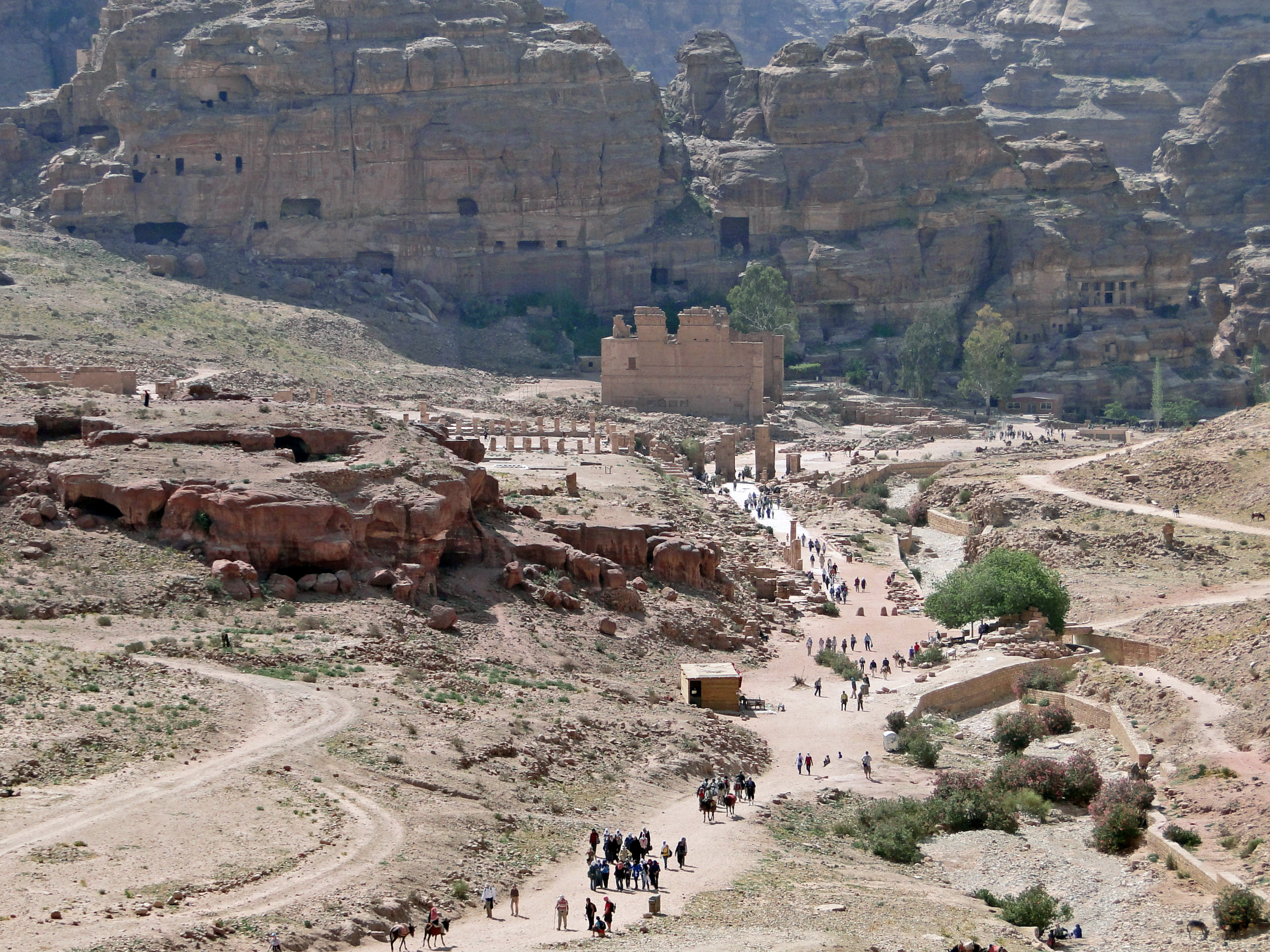
下佩特拉;根据伊斯兰历史和考古学家丹·吉布森（Dan Gibson）的说法，这是穆罕默德首次受到启示的地方，而第一个《朝拜》是佩特拉（Petra）

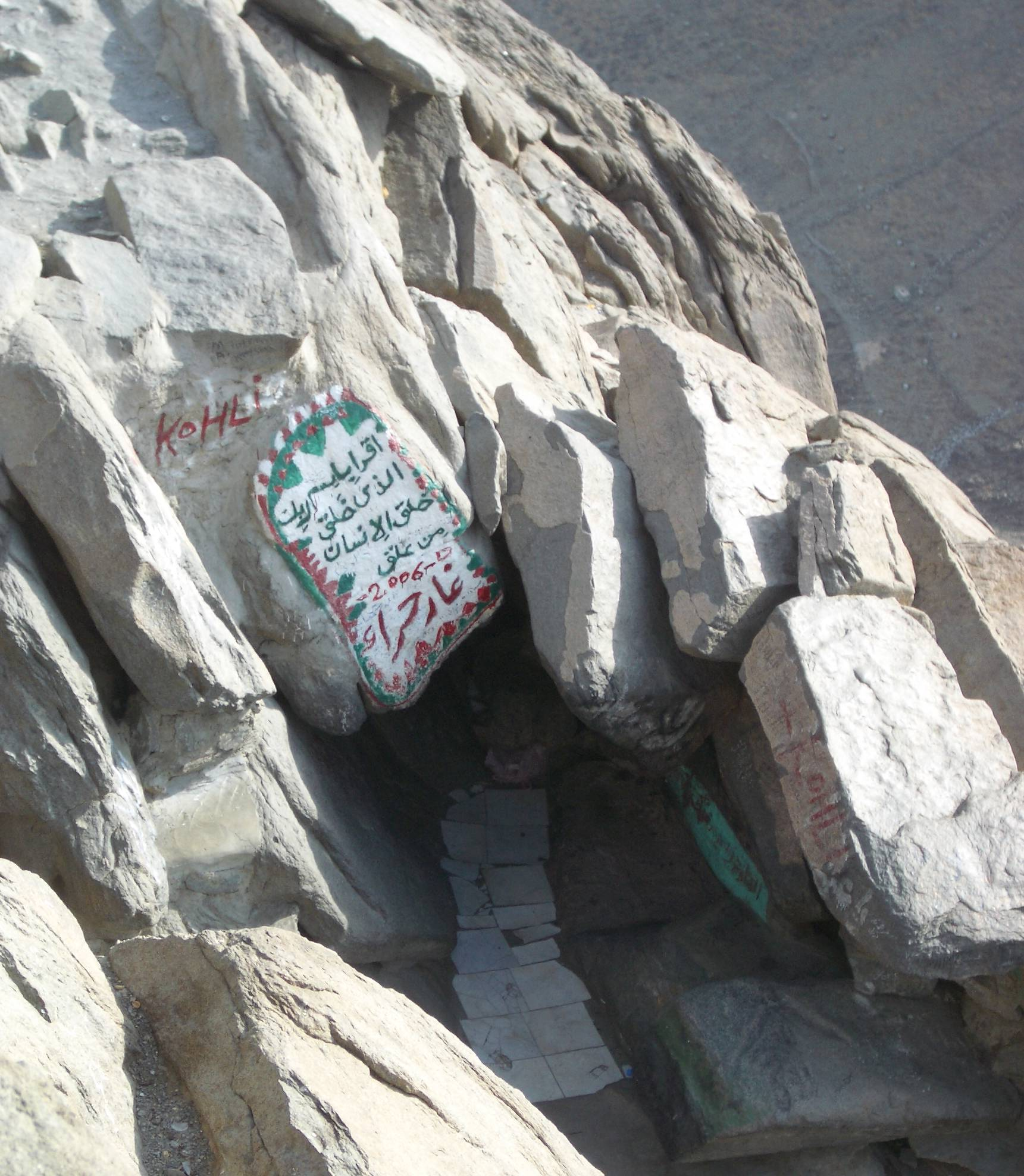
希拉山洞是穆罕默德首次受啟的地點。

伊斯蘭教傳說敘述穆罕默德有一次去到希拉山洞靜修的時候首次受啟，從此他在此後的23年內持續獲得啟示。根據聖訓及穆斯林的歷史，穆罕默德在遷移至麥地那之後建立了自成一格的穆斯林社區，他讓同伴學習及教授他在每天都獲得啟示的律例及誦讀《古蘭經》。有記載指出在白德爾戰役裡被俘的古萊什人教導一些穆斯林簡單的書寫，隨後獲釋，因此有一部分的穆斯林逐漸掌握讀寫能力。在起初，《古蘭經》的經文是記錄在棗椰樹葉、動物皮毛及骨頭、白色石板上。穆罕默德在632年逝世的時候，《古蘭經》仍未被編制成書。根據《古蘭經》的記載及有關首次受啟的記錄，穆罕默德沒有把《古蘭經》書寫出來，學者艾哈邁德·馮·登費爾指「學者都一致同意穆罕默德沒有寫下他得到的啟示」。

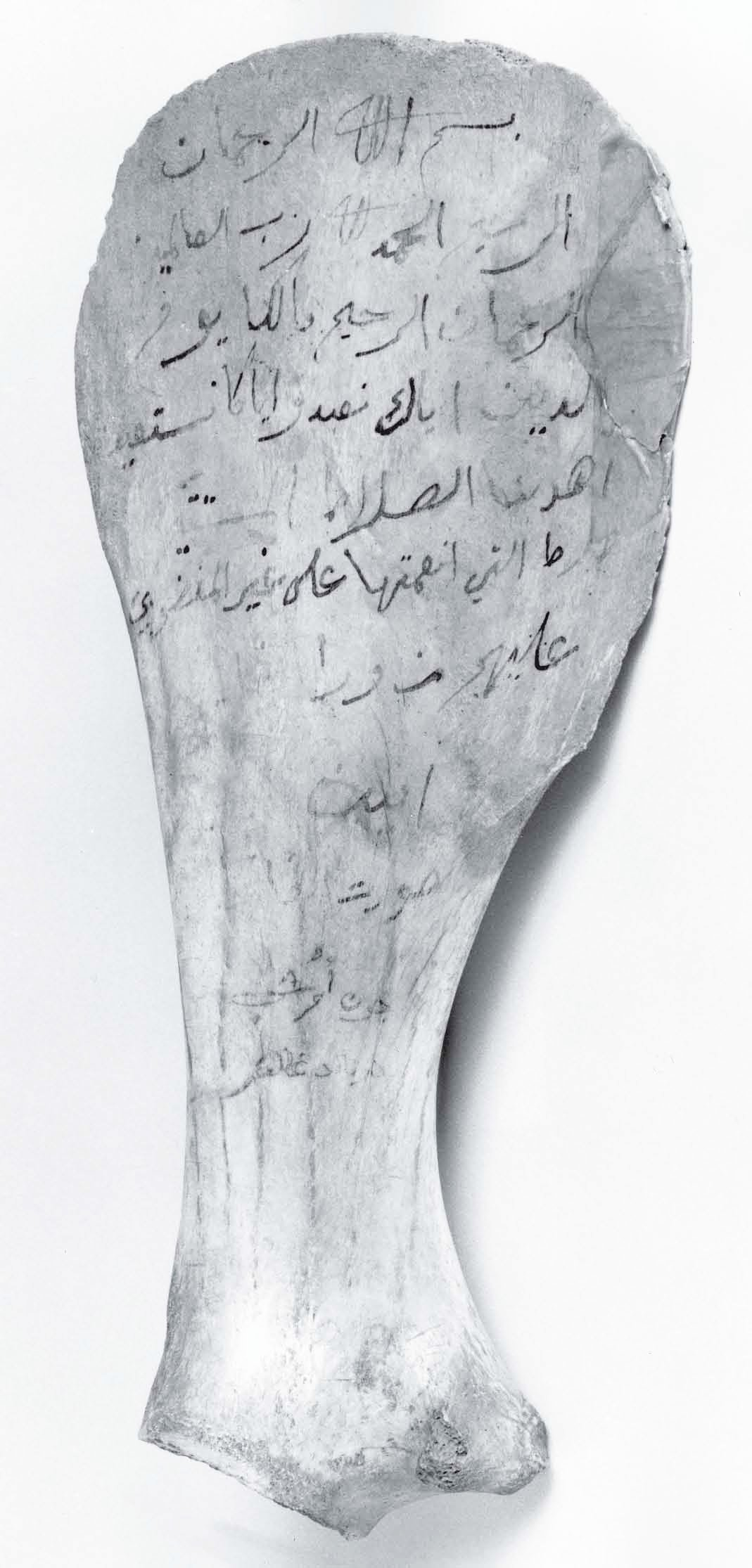
用墨水刻寫在駱駝肩胛骨上的《古蘭經》經文書法。

《布哈里聖訓實錄》敘述穆罕默德形容啟示「有時如鈴聲」，他的妻子阿伊莎說道：「我曾見啟示在嚴寒之日降臨於使者，當啟示結束時，使者額頭上汗水流淌不已。」根據《古蘭經》，穆罕默德首次受啟還看到景象。帶來啟示的天使被形容為「是那強健的、有力的」，「他在東方的最高處，然後他漸漸接近而降低，他相距兩張弓的長度，或更近一些」。穆罕默德在首次受啟的時候獲得第96章的首五段經文，他在兩年之後才再次獲得啟示。雖然穆罕默德看到的異象或者會被身邊的人認為是確鑿的證據證明他是異於常人，並相信他所看到的啟示是真實，但穆罕默德的反對者則指他是被魔鬼附身、是占卜者或魔法師，而這些都是在當時的阿拉伯耳熟能詳的事物。

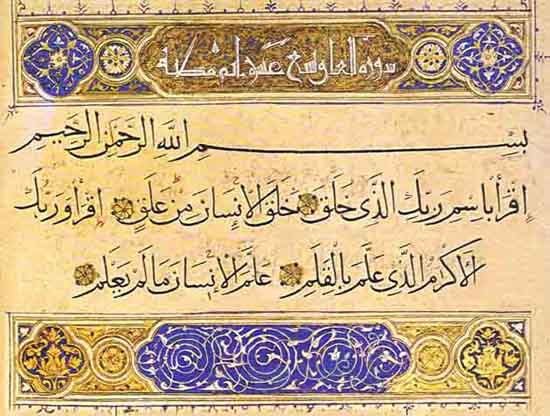
《古蘭經》第96章血塊章的一部分是穆罕默德在首次受啟當中獲得的經文。

《古蘭經》裡說穆罕默德是「烏米」（ummi），也就是穆斯林傳統所說的文盲，但這個詞語有更複雜的意思。塔巴里等中世紀評論家認為有兩個意思：第一是無法閱讀和書寫，第二是不了解或忽略先前的經書。穆罕默德的文盲被認為可以認證他的先知身份。據神學家法赫爾丁·拉齊所述，如果穆罕默德通曉閱讀和書寫，他就可能會被質疑曾經看過以往的先知所得的經書，從而臨摹出《古蘭經》的內容。伊斯蘭學家威廉·蒙哥馬利·瓦特等人傾向認為這裡的「烏米」是指第二個意思，即是穆罕默德不熟悉以往的聖典。

### 編纂

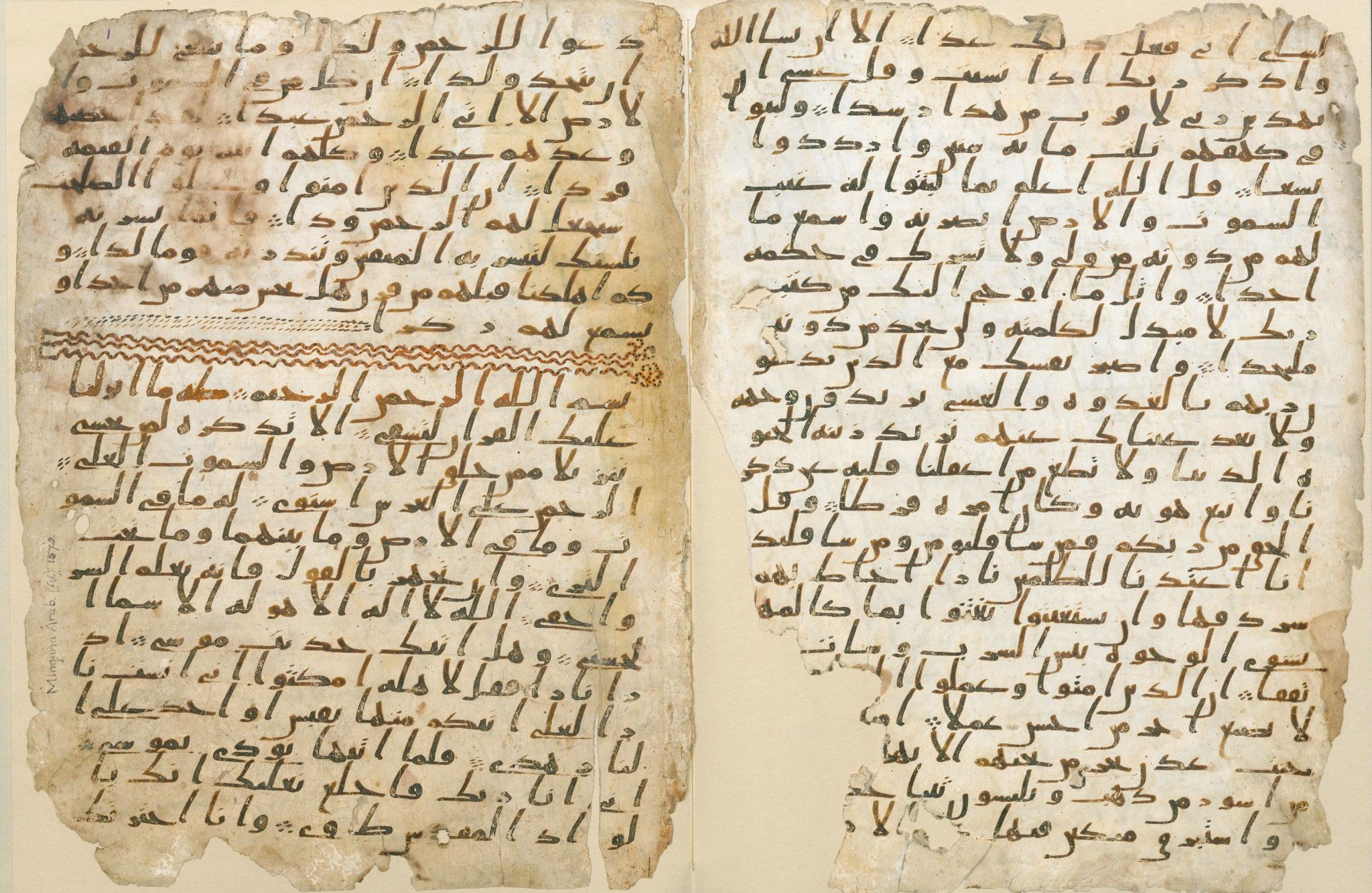
伯明翰古蘭經手稿是世上其中一份最古老的古蘭經手稿

據早期的一些記錄所載，在632年穆罕默德逝世及他的許多熟知《古蘭經》的伙伴在葉麻默戰役被穆賽利邁所殺之後，首任哈里發阿布·伯克爾下令收集《古蘭經》成冊，以作保存。宰德·伊本·薩比特「曾經替安拉的使者寫下天啟」，因此由他負責收集《古蘭經》。以薩比特為首的一眾抄寫員把收集得到的經文抄錄成一本完整的書籍。這部手稿一直被伯克爾保存，直至他去世。薩比特從載有《古蘭經》內容的皮革、椰樹葉莖、石板及「把《古蘭經》牢記在心中的人們」那裡收集經文，把收集得來的經文抄錄在葉紙上。在穆罕默德逝世後，穆斯林的社群急速增長，那些通曉《古蘭經》的人們遍佈其中教授《古蘭經》。歐麥爾得到的一個複本作為遺產傳給女兒哈福賽·賓特·歐麥爾，她是穆罕默德的遺孀。在大約650年，由於伊斯蘭教已經傳播到阿拉伯半島以外的波斯、黎凡特及北非，第三任哈里發奧斯曼·本·阿凡注意到《古蘭經》的讀法在各地有細微的分別。為了保持經文的聖潔，他下令組成一個以薩比特為首的團隊，負責編制《古蘭經》的官方修訂版，這個版本採納古萊什人的方言，在完成後把多個複本發送到帝國的各個重地。在奧斯曼的命令下，《古蘭經》的其他版本都被回收及焚毀。《古蘭經》的學者都一致認同，奧斯曼修訂的《古蘭經》延至當今仍然隻字未改。
根據什葉派和一些遜尼派穆斯林學者的說法，阿里·本·阿比·塔利卜在穆罕默德逝世不久後編制了一個《古蘭經》的完整版本，這個版本與奧斯曼時期收集完成的版本不同，是按年代編排。由於他是穆罕默德的女婿，長期伴隨穆罕默德，因此他得以為《古蘭經》加上註解，說明每段經文降示給穆罕默德的情況。穆罕默德的同伴阿卜杜拉·伊本·馬蘇德、烏拜·伊本·凱爾卜等人亦把《古蘭經》的部分經文收集編纂成書。
在穆罕默德在世的時候，《古蘭經》大抵是以散亂的書面形式記錄下來。多種資料都指出，當時有許多穆罕默德的同伴牢記《古蘭經》。通過多重的轉述，有人或許會質疑目前的《古蘭經》是否當初穆罕默德逐字逐句所說的話，但《古蘭經》無法採用文本批評的方式來重建原始的文本，因為沒有任何來自七世紀的版本可以比對。
目前「標準版」的《古蘭經》是埃及國王福阿德一世在1923年要求開羅的學者編制，被認為是完整無誤及伊斯蘭世界唯一一個有效版本。雖然《古蘭經》的經文在早期的一些版本之間有細微的差異，但與《聖經》不同，現今的穆斯林並不接受其他的版本。
在1972年，位於也門薩那的一所清真寺內發現的手抄本在後來被證實是當時現存最古老的《古蘭經》文本。這些薩那手稿當中有重寫本，能夠把原有的文字擦去，使羊皮紙能夠重新使用。由於書寫物料珍稀，這種做法在古代十分普遍。那些被擦拭的文字若隱若現，但仍勉強可見，被認為是奧斯曼時期以前的《古蘭經》經文，而覆蓋在上的文字相信是在奧斯曼時期寫下的。利用放射性碳定年法檢測顯示這些羊皮紙有99%的機率是源自公元671年之前。

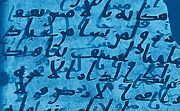
紫外线照射下的《古兰经》 萨那手稿。通过使用U.V和X射线，可以显示肉眼无法看到的子文本和文本更改。

在2015年，可追溯至1370年前的《古蘭經》殘卷被發現藏在英格蘭伯明翰大學圖書館。根據牛津大學放射性碳年代測定加速器裝置的測試，「這些羊皮紙有超過95%的機率是來自568年至645年之間」。手稿上的文字是赫加體，這是一種早期的阿拉伯語書寫文體。這可能是現存最古老的《古蘭經》，但測試結果只給出一個大概的範圍，因此還不能斷定這是現存最古老。學者沙特-薩爾汗對這份殘卷的久遠來歷表示質疑，因為當中有句號及分隔章節的符號，這些句點及符號相信是在較晚的時期才開始出現在《古蘭經》上。

## 特性及重要性

### 神聖地位
穆斯林相信《古蘭經》是真主的指南，是真主透過天使加百列花了23年向人間傳遞的訊息，並把《古蘭經》視為是真主對人類的最後啟示。
前伊斯兰阿拉伯人虚构了关于树木、水井和山脉的故事和神话，并在萨法、马尔瓦、阿布库贝斯、阿拉法特、米纳和穆兹达利法创造了对岩石和山脉的崇拜。古兰经虽然废除了一些崇拜，但与根深蒂固的阿拉伯神圣性并不冲突，相反，它在很大程度上延续了这些仪式。
在伊斯蘭教及《古蘭經》裡，啟示是指真主委託個別人士向更多的受眾傳達訊息。把真主的訊息傳達給先知的過程稱為坦齊勒（降示）或努祖勒（降下）。《古蘭經》有云：「我只本真理而降示《古蘭經》，而《古蘭經》也只含真理而降下。」根據伊斯蘭教的說法，《古蘭經》在降示之前是寫在真主聖座之下的一塊護板之上。
《古蘭經》經常在其經文裡聲言它是神聖的指令。一些經文似乎暗示就算是把經文誦讀給不懂阿拉伯語的人們，他們也能理解經文的內容。
《古蘭經》是永恆存在還是後天創作是九世紀的一個神學議題（古蘭經的創作性）。強調推理及邏輯的神學派別穆爾太齊賴派認為《古蘭經》是真主的創作，並非永恆存在，但絕大多數的穆斯林神學家則認為《古蘭經》與真主一樣是永恆存在，並非創作品。蘇非主義哲學家則認為這是一個偽命題。
穆斯林相信目前《古蘭經》上的字句與穆罕默德所得的啟示相符，而且根據他們對《古蘭經》第15章第9節的解讀，《古蘭經》受到保護，免遭竄改（「我確已降示教誨（《古蘭經》），我確是教誨的保護者。」）。穆斯林認為《古蘭經》是指引、穆罕默德先知身份的跡象及伊斯蘭教的真理，人類是不可能創作像《古蘭經》這樣的經書。
在日常的禮拜及其他場合上，《古蘭經》的第一章會被反覆誦讀，這一章共有七節，是《古蘭經》裡最經常被誦讀的一章：
奉至仁至慈的真主之名，一切贊頌全歸真主，眾世界的主，至仁至慈的主，報應日的主，我們只崇拜你，只求你襄助，求你引領我們正路，你所襄助者的路，不是受譴怒者的路，也不是迷誤者的路。
尊重《古蘭經》是穆斯林履行宗教信仰的一個重要部分，《古蘭經》受到他們的敬畏。根據傳統及對於《古蘭經》第56章79節（「只有純潔者才得撫摸那經本。」）的經文解讀，穆斯林認為他們在接觸《古蘭經》之前必須進行淨禮，他們通常把《古蘭經》存放在一個特殊的盒子裡，並把它放在家裡或清真寺裡的特殊位置，以示高度重視。破爛不堪的《古蘭經》要用布料包裹着，永久存放在一個安全的地方或者埋藏在清真寺或穆斯林的墓地，又可以把它焚毀，然後把灰燼埋藏或灑落在水裡。
在伊斯蘭教裡最學術性的學科都涉及《古蘭經》，它們的學說甚至以《古蘭經》為基礎，包括伊斯蘭神學、哲學、神秘主義及法學。穆斯林相信，講授及閱讀《古蘭經》可以得到真主的恩賜，這種恩賜被稱為阿賈爾、塞瓦布或哈桑納特。

### 伊斯蘭教法
《古蘭經》是伊斯蘭教法最重要和首要的法源，載有與法律有關的經文。先知穆罕默德及他的追隨者、繼後人及早期的法學家把這些原始經文應用於更大的範疇裡，經過補充、解釋、解讀並用歸納和演繹的方式來生成新的法律。《古蘭經》裡記載的法條多達500條，涵蓋了西方法學的各個範疇，包括倫理、刑法、商貿、家事、繼承、戰爭規則等。經裡其餘部分記載有關穆罕默德的生平、指引、訓誡、勸善籲虔、善行、對人類和真主的奉獻和慈善等的部分不能直接成法，需要先經過各種法律程序上的處理才可實施。
法學家大衛·鮑爾斯認同《古蘭經》在立法上的重要性，並指「那些希望對伊斯蘭實在法追根溯源的人們應要從《古蘭經》的家庭法、繼承法及禮法開始。穆斯林在穆罕默德逝世後如常禮拜、離婚、分產，因此可以由因及果推導出《古蘭經》的法令提供了指導」。以婚姻為例，《古蘭經》裡有不少的篇幅論述婚姻的目的、關係和締結的方式，如新郎要向新娘繳付聘禮，成為伊斯蘭婚姻法的依據。

### 伊斯蘭藝術
《古蘭經》刺激了伊斯蘭藝術的發展，特別是被稱為古蘭經藝術的書法及彩飾。《古蘭經》上不會出現象徵性的圖案，但有許多《古蘭經》的頁邊、字裡行間及章節的開首都用裝飾圖樣大加修飾。《古蘭經》的經文亦出現在建築物、各種大小的物品及其他媒介上，例如清真寺燈、金屬制品、陶器及穆雷蓋（作品集）的單頁書法。

### 阿拉伯文學
在《古蘭經》現世及伊斯蘭教興起之後，阿拉伯字母迅速發展出藝術性的文字。
芝加哥大學的近東語言及文化系教授瓦達德·卡迪及楊斯鎮州立大學伊斯蘭研究系教授穆斯坦西爾·米爾提道：
雖然阿拉伯語的語言及文學在穆罕默德作為先知存活在世之前已經發展得不錯，但它要在以阿拉伯語經書為本的伊斯蘭教崛起之後才達到極致，文學作品的複雜和精緻程度亦在此後達到巔峰。的確可以毫不誇張地說，《古蘭經》是塑造阿拉伯古典及後古典文學的其中一股不可忽視的動力。

《古蘭經》對阿拉伯文學產生的顯著影響主要是在措詞和文題方面，其他方面則與《古蘭經》獨特的誓言、隱喻、中心思想及符號有關。就措詞而言，《古蘭經》的用字、諺語及表達方式幾乎都可以在所有類型的文學作品看得到，特別是「海量」的公式詞組，豐富的程度以致根本無法把它們全部列出來。《古蘭經》不僅發展出一種全新的語體以表達它的意思，還給在伊斯蘭教出現之前舊有的字詞注入新的意思，使之能夠在阿拉伯語及文學裡扎根……

### 不可模仿性
《古蘭經》的不可模仿性是指這部經書的內容及格式是人類的言辭無法比擬的。穆斯林認為，在復活之日來臨之前，《古蘭經》是無法複制的奇跡，因此它是穆罕默德認證其先知身份的主要憑據。這種概念出自《古蘭經》，《古蘭經》裡有五段經文回應它的質疑者，讓他們創作一部像《古蘭經》這樣的經書，例如：「如果人類和精靈聯合起來創造一部像這樣的《古蘭經》，那末，他們即使互相幫助，也必不能創造像這樣的妙文。」這段經文的意思是指如果有人疑質疑《古蘭經》是出自真主，就讓他們嘗試創作類似的東西。自九世紀開始出現許多研究《古蘭經》行文風格及內容的作品。阿布德·卡希爾·朱爾加尼及巴基拉尼等中世紀學者就這方面發表了一些文章，從各個方面進行探討，並運用語言學的方法研究《古蘭經》，認為這樣的行文方式超出了人類所能。有人認為《古蘭經》表達宏大的概念及深層的意思，能夠歷久彌新，對於個人及歷史都有很大的影響力。一些學者則指《古蘭經》所載的科學方法與現代科學相符。穆罕默德的文盲進一步加強《古蘭經》是神跡的說法，因為不識字的穆罕默德不可能創作《古蘭經》。

## 結構

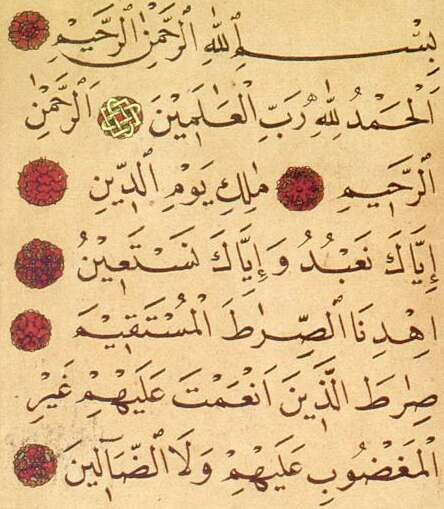
《古蘭經》的第一章開端章含有七句經文。

《古蘭經》合共有114個章節，長短不一，《古蘭經》的章節被稱為蘇拉，又根據章節是在穆罕默德移居至麥地那的前後區分為麥加篇章及麥地那篇章。不過，屬於麥地那篇章的蘇拉可能含有麥加篇章的節句，反之亦然。蘇拉的名稱是取自篇章裡的一個字詞、討論的內容或者第一個字。先後次序約略是根據內容的多少順序排列，而不是按降示的先後次序排列。除了第九章，每個篇章都以太斯米（奉至仁至慈的真主之名）開首，但在全文仍然出現114次，因為在第27章第30節載有所羅門寫給示巴女王的書信裡亦有太斯米。
每個蘇拉有多段經文，段句被稱為阿亞，原意是指真主所示的跡象或真主能量的「證據」。每個蘇拉的段句數量不一，有些段句只有數個字，有些段句則長達數行。一些學者會把蘇拉開首的一些字詞視為獨立的段句，因此根據不同的計算方式，《古蘭經》全文合共有6,204至6,236個段句。
除了把《古蘭經》分成章節，為了方便閱讀，《古蘭經》還可以用其他的方式分成各個長度相約的部分。分成30個「朱茲伍」（冊）可供穆斯林用一個月的時間讀完整部《古蘭經》。一些朱茲伍的名稱是取自開首的幾個字。一個朱茲伍可以進一步劃分為兩個「希茲布」，一個希茲布可再分為四個「魯布艾哈札布」。此外，《古蘭經》又可以分成七個長度相約的「曼吉爾」（單元），以供穆斯林用一個星期的時間讀完。
另有一種結構是根據議題把《古蘭經》重組成每個部分大約包括10個「阿亞」，稱為魯庫。
穆卡塔（《古蘭經》字母）是由14個阿拉伯字母組成的14個不同的字母，出現在29個蘇拉的開首處，有人認為這些字母是抄寫員的姓名縮寫。
據一項統計，《古蘭經》有77,430個字、18,994個獨特字詞、12,183個詞幹、3,382個詞目及1,685個詞根。

## 內容

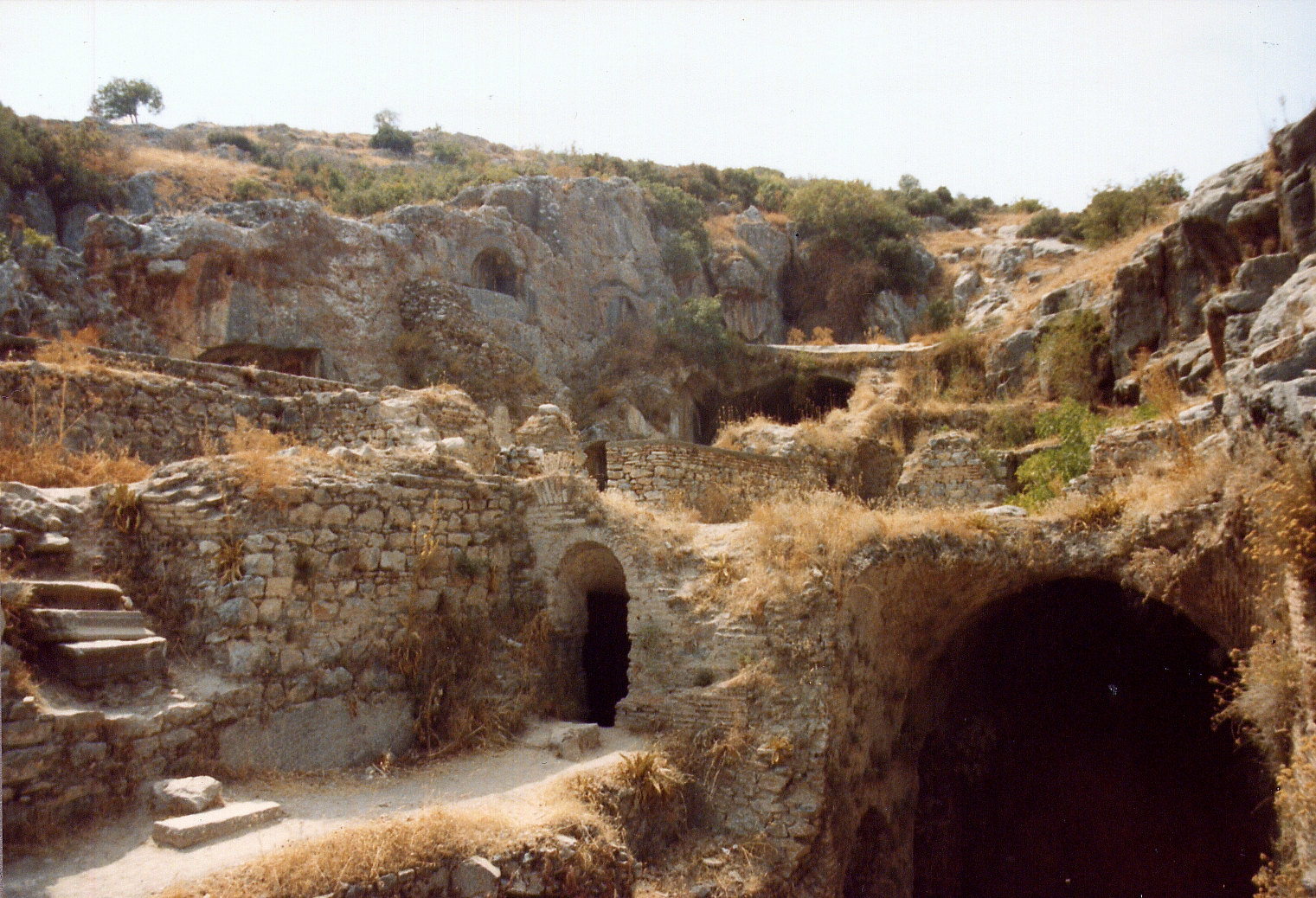
塞尔丘克，据信有七个沉睡者居住的数十个洞穴之一；这是一个传说，第一个例子是在 摩诃婆罗多 中发现的。 根据古兰经， 他们在沉睡了 309 年后醒来
（古兰经 18:1-110）

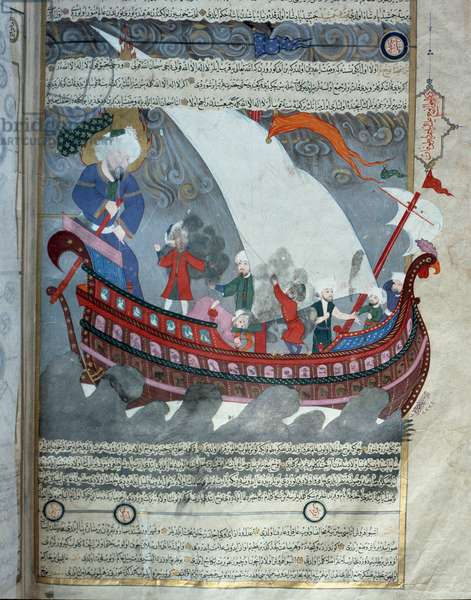
诺亚方舟，苏黎世-特瓦里。 吉尔伽美什洪水的故事在《摩西五经》和《古兰经》中得到了重新解释 然而，在洪水之后，根据托拉的作者，这艘船被安置在亚拉腊山上，但在古兰经中它被安置在朱迪山上。

《古蘭經》的內容牽涉伊斯蘭教的基本信仰，包括真主的存在及末世論，亦記述早期的先知故事、倫理及法律議題、穆罕默德在世時期的歷史事件及行善和禮拜的內容。《古蘭經》的經文蘊含對是非曲直的告誡，它所描述的歷史事件是要帶出道德觀。與自然現象有關的經文被穆斯林解讀為可以證明《古蘭經》的可信性。

### 一神論
一神論——而且是嚴格的一位神論——是《古蘭經》的主要議題。真主被描述為是真實存在、永恆、無所不知及無所不能。真主的無所不能特別是指祂的創世能力，祂是極樂的天界、人間及所有事物的創造者。所有人類都同樣仰賴真主，他們的命運取決於他們自身的生活方式及他們對真主的認知。

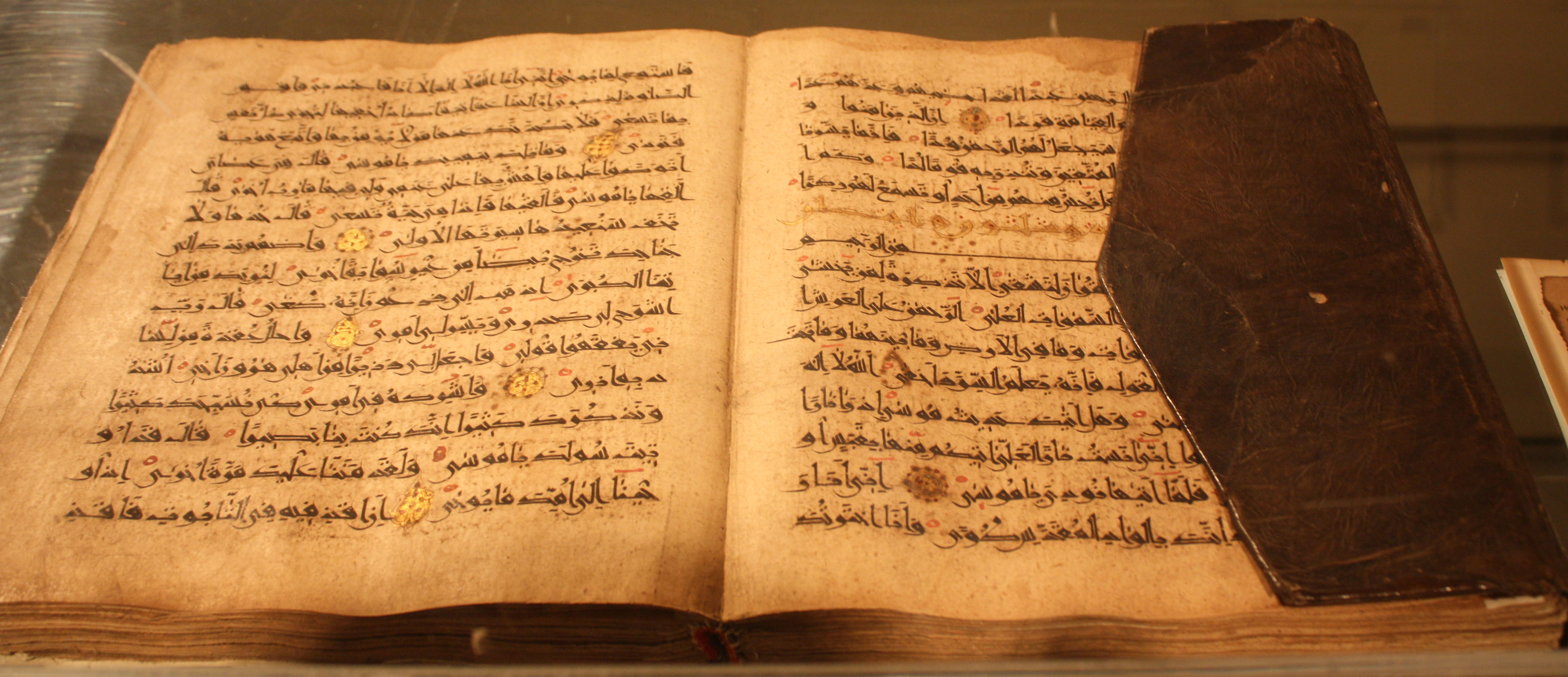
十二世紀的《古蘭經》

《古蘭經》沒有直接提及一神論，而是在多段經文裡運用宇宙論去證明神的存在性。《古蘭經》指天地萬物是被創造出來的，所以有一個創造者，所有事物被創造出來都是有原因的，是真主的旨意。此外，對於天地萬地的設想，《古蘭經》經常指這是值得深思的一點：「他創造了七層天，你在至仁主的所造物中，不能看出一點參差。你再看看！你究竟能看出甚麼缺陷呢？」

### 末世論
末世論及末日之說或許被認為是《古蘭經》第二大的學說。據估計，《古蘭經》的三分之一內容都與末世有關，探討來生及最後的末日審判。《古蘭經》的許多地方都有「確信末日和真主」的經文，把相信來世與相信真主相提並論。第44章、第56章、第75章、第78章、第81章及第101章都直接提到來世及此前的準備。一些章節稱末日將近，提醒人們要為即將到來的這一天做好準備，例如第22章的第一節經文提到當天的強烈地震及人們的處境：「眾人啊！你們應當敬畏你們的主，復活時的地震，確是一件大事。」
《古蘭經》對於末日的描述往往都很生動，伊斯蘭學者瓦特形容《古蘭經》的末日觀點是：
「這個世界結束之際，也就是歷史的終點，對於這一天有多種稱呼，包括『審判日』、『末日』、『復活日』，或者簡稱為『那一刻』，也有一些不慣常所用的名稱，如『命運之日』（善惡在當天分明）、『聚首之日』（人類與真主在當天相聚）及『會晤之日』（人類與真主在當天會晤）。那一刻將會不期而至，或是一聲大喊、或是雷鳴、或者一陣吼聲，揭示它的來臨。接着宇宙大變，山脈化為灰燼，海水沸騰，太陽變得暗淡，星辰隕落，天空掀起。真主會以判官的身份出現，但他的現身只能意會，而不被肉眼所見……人類會在判官的面前聚集起來，最精采的情節，當然就是這裏。任何歲數的人類重獲生命，聚集成群。至於那些在許久以前已經死去的不信者，他們已經化成塵土及朽骨，對於他們可笑的反對，他們所得的回應是真主永遠不會復活他們。」
《古蘭經》不認為人類的靈魂本身是長生不老，因為人類的存亡全憑真主的意志。真主可以隨心所欲使人死亡，也可以隨心所欲透過肉身復活使人重獲生命。

### 先知

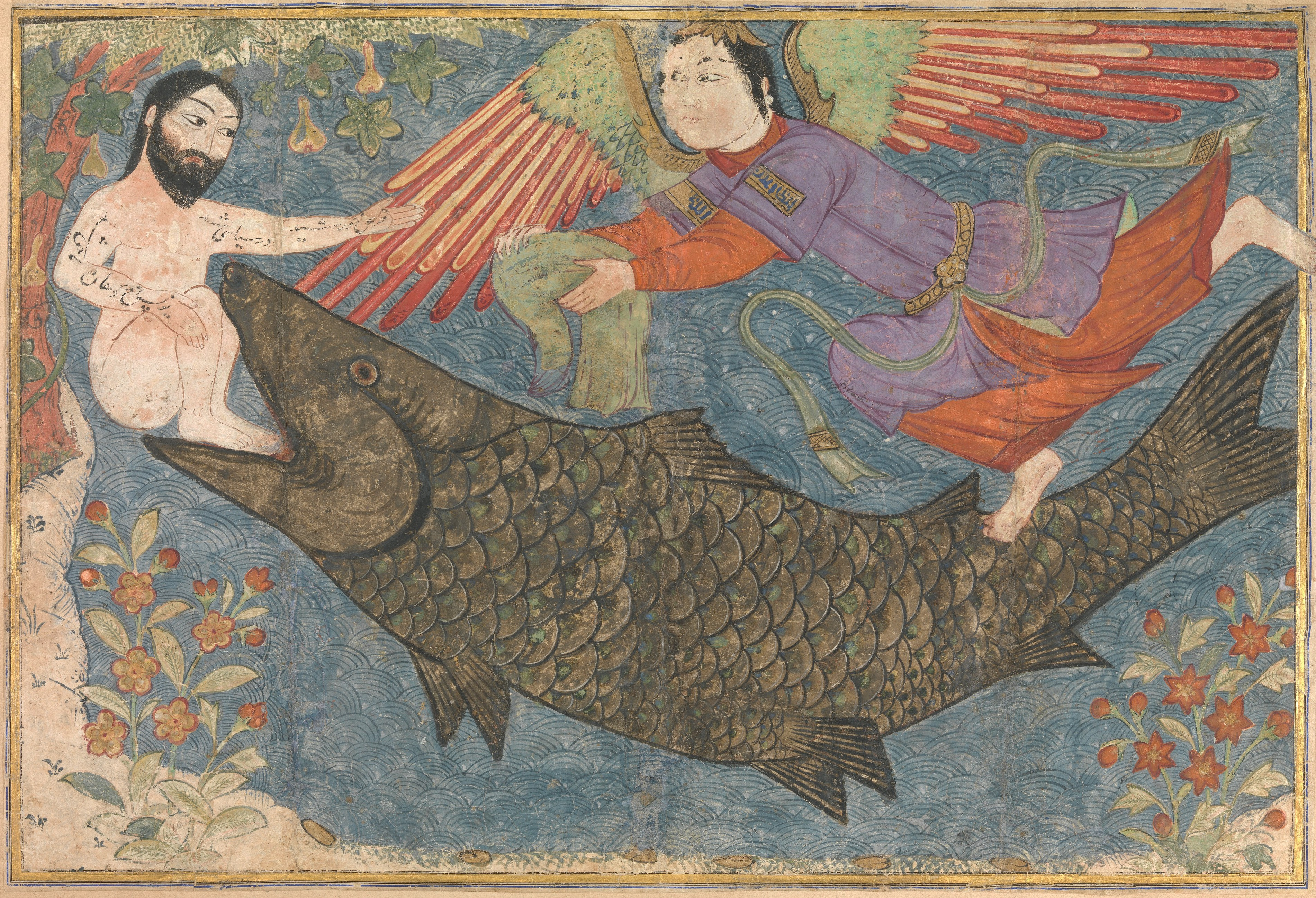
約拿和鱼，伊斯兰教微型艺术

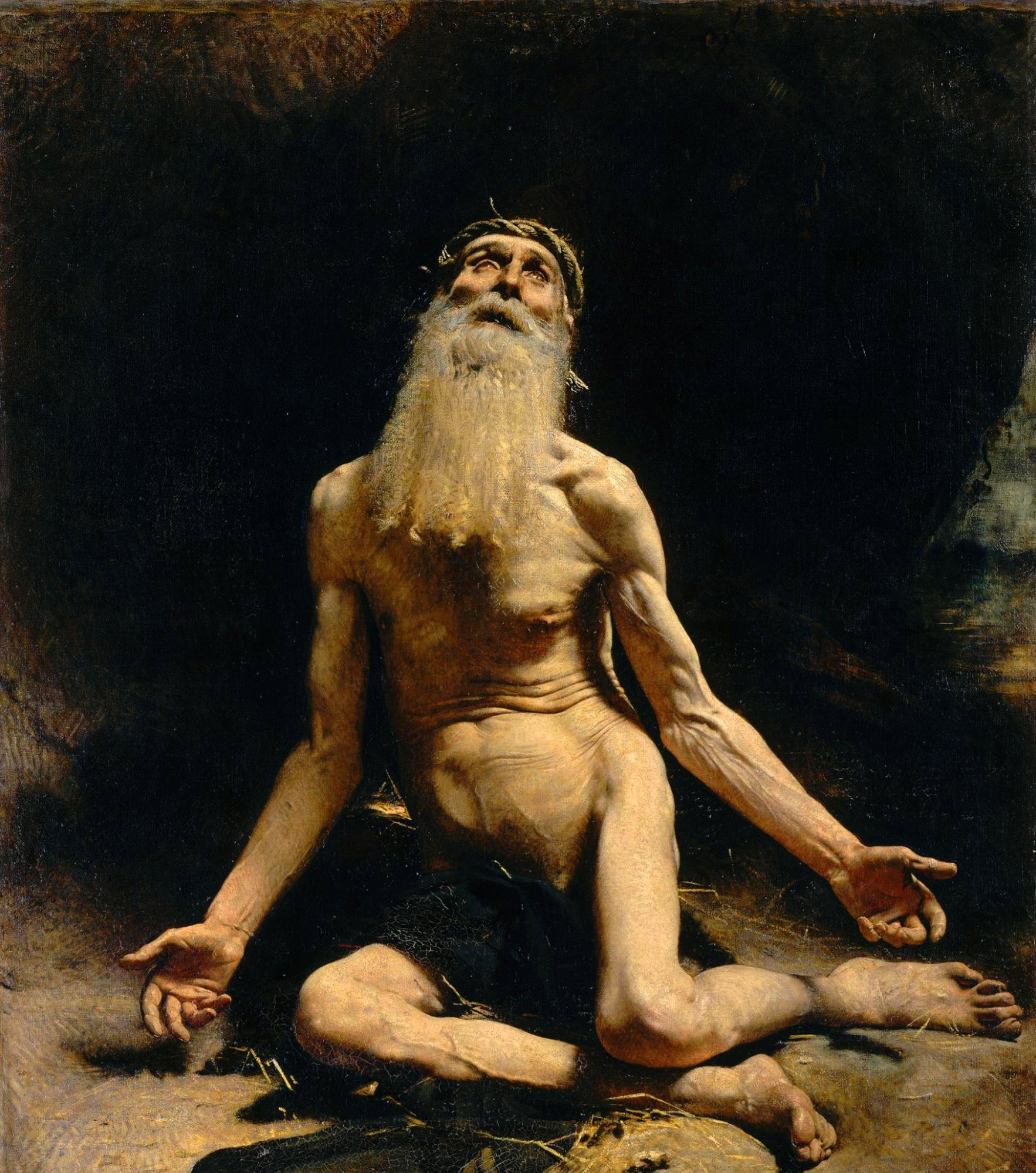
法國畫家里歐·博納描繪的約伯

根據《古蘭經》，真主是透過跡象和啟示與人類溝通，使他們能夠領會真主的訊息。先知或者「真主的使者」接收這些訊息，然後把它們傳達給普羅大眾。這些訊息對於所有人類都是一致：「人們對你說的，不過是以往對眾使者說過的諫言，你的主，確是有赦宥的，確是有痛懲的。」啟示不是真主直接向先知降示，而是天使飾演中間人向他們傳達真主的訊息，《古蘭經》第42章第51節說道：「任何人也不配與真主對話，除非啟示，或從帷幕的後面，或派一個使者，奉他的命令而啟示他所欲啟示的。」

### 倫理與宗教
在《古蘭經》的道德規範裡，信仰是基本的一個部分，因此學者一直嘗試介定《古蘭經》裡「信仰」及「信仰者」的意思。《古蘭經》所述的倫理法律概念及就正當行為而作出的勸誡都是穆斯林崇拜及信仰真主的方式，它強調通過日常生活當中遵從這些教導來履行宗教責任。《古蘭經》鼓勵人們行善，特別是對有需要的人士伸出援手：「不分晝夜，不拘隱顯地施捨財物的人們，將在他們的主那裡享受報酬，他們將來沒有恐懼，也沒有憂愁。」《古蘭經》就結婚、離婚及遺產繼承制定的法則申明了家庭生活的方式，禁止高利貸、賭博等行為，是伊斯蘭教法的其中一個主要來源。一些正規的宗教習俗在《古蘭經》裡有詳細論述，例如正規的禮拜及賴買丹月的齋戒。《古蘭經》把禮拜的動作稱為俯伏，指稱行善的術語札卡特在字面上解作純淨。據《古蘭經》所述，行善是一種自我純淨的方式。

## 文體

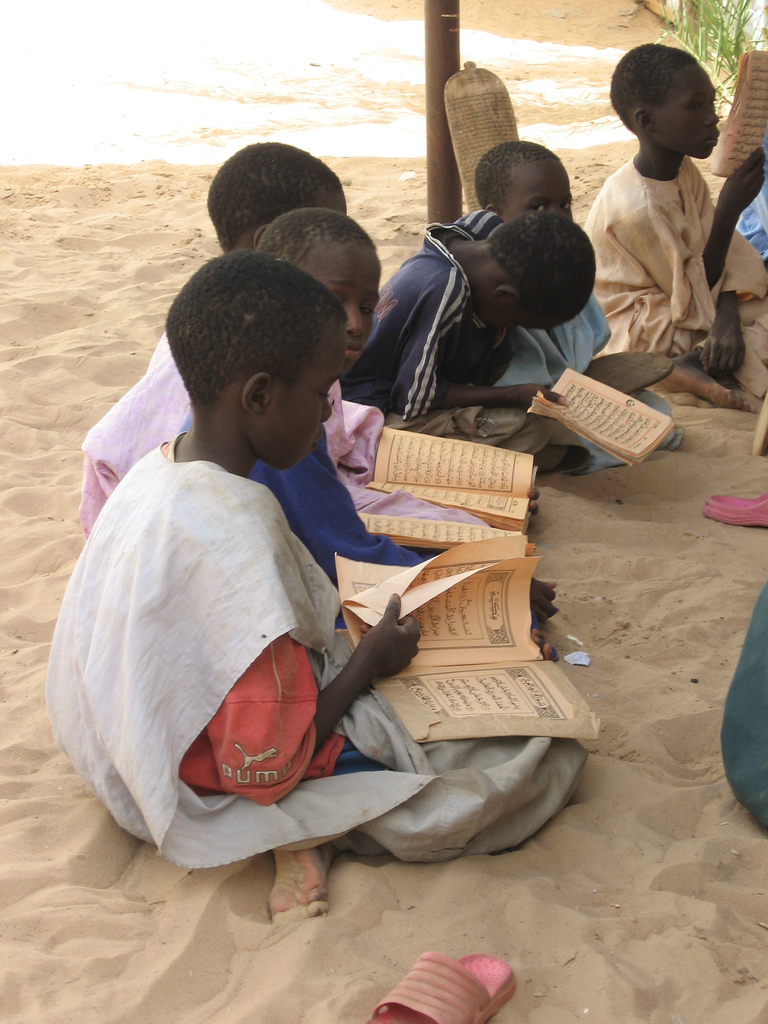
在塞內加爾圖巴學習《古蘭經》的男孩。

《古蘭經》的內容是以各式各樣的文體及寫作手法寫成的。在阿拉伯原文裡，《古蘭經》的章節採用了語音及主題結構，以便讀者記憶。穆斯林認為古蘭經的內容與風格是無法加以模仿的。
《古蘭經》的大部分內容都採用一種叫「沙伊」的文體，特別是在較短的章節，這是一種沒有韻律的駢文，被古時的阿拉伯詩人所用。雖然韻腳可見於《古蘭經》全文當中，而且亦採用明喻、隱喻等詩歌的修辭技巧，但《古蘭經》本身否認它是詩歌。在早期的麥加篇章裡相對較短的句子當中，韻腳的角色十分重要。把這種格式運用得最出神入化的一個例子是第81章，聽到這些段落的聽眾無疑會感到耳目一新。行文當中韻腳的轉變往往標誌着討論主題的改變。後期的經文亦保留這種格式，但描寫得較像是散文。
《古蘭經》內文貌似沒有起承轉合，這種非線性的結構類似網頁的行文方式。有時候，它的文本排列被指沒有連續性，又不依據時間的先後順序及主題排列，並且有重覆的部分。伊斯蘭學家邁克爾·塞爾斯引述評論家諾曼·奧利弗·布朗的著作，並認同他的看法指《古蘭經》這種看似毫無組織的表述方式（塞爾斯的原話是散亂的行文方式）其實是一種文學手法，可以表達出深切的感覺，好像強烈的預言訊息已經把人類賴以溝通的語言載體都粉碎了。許多人一直在討論《古蘭經》裡那種同樣的話說很多遍的現象，塞爾斯也視之為一種文學技巧，並指這些技巧在很早期的啟示中大量運用，使得麥加篇章的經文有如讚美歌一樣，讓人覺得很直率、很親切。
自指是指文本提及自身及自我參照。根據東方學家斯蒂芬·魏爾德所說，《古蘭經》在解釋、劃分、演繹及辨證用字的時候展示了它的元文本性（一個文本對另一個文本的評論）。在《古蘭經》以自指的形式提及它是啟示、訓示、訊息及標準的部分，這些段落的自我參照成分十分明顯，例如在斷定它的神聖性的時候說道：「這是我所降示的吉祥的記念，難道你們否認它嗎？」又例如讓穆罕默德誦讀的時候經常出現「你說」字眼的時候：「你說：『真主的引導，才是正導。』」、「你說：『難道你們和我們爭論真主嗎？』」魏爾德認為《古蘭經》有高度的自指性，特別是在早期的麥加篇章裡。

## 詮釋

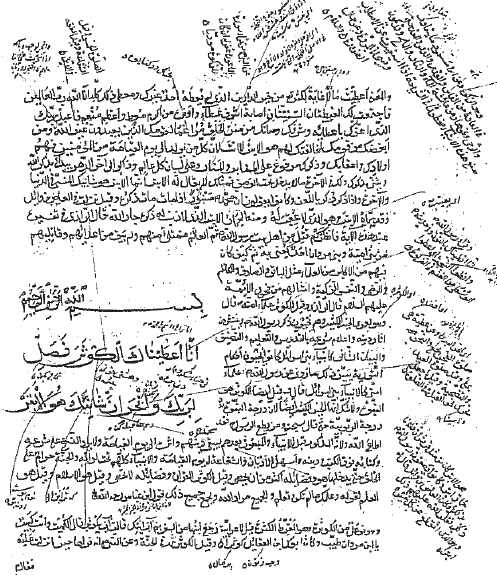
一份早期的《古蘭經》第108章註釋

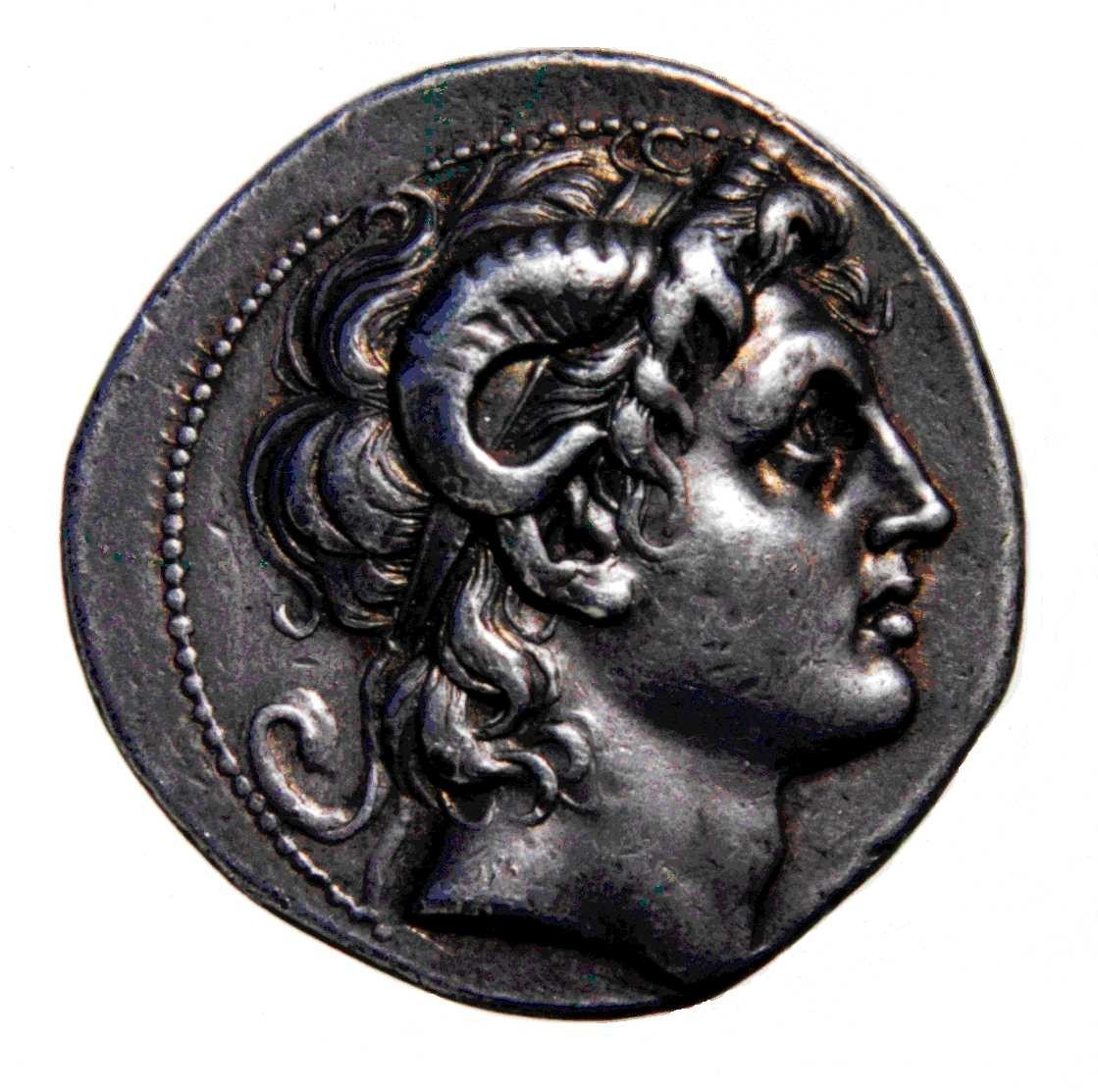
描绘亚历山大大帝为埃及的征服者的硬币。亚历山大被认为是古埃及神阿蒙的儿子。根据古兰经的大多数注释者，左勒蓋爾奈英是亚历山大。

《古蘭經》引申出大量的評注及詮釋，這些詮釋的用意是要保存它的神聖地位，並使之可以適用於變化多端的當地社會及歷史狀況。《古蘭經》經注是其中一門最重要的伊斯蘭教傳統學科，被稱為塔夫細爾，字面上解作「發掘隱藏的東西」。
塔夫細爾是穆斯林在早期就開展的學術研究科目。根據《古蘭經》，第一位為早期的穆斯林解釋經文的人物是穆罕默德，其他早期的詮釋家還包括多位穆罕默德的同伴，如阿里、阿布德·阿拉·伊本·阿巴斯、阿卜杜拉·伊本·歐麥爾及烏貝·伊本·卡布。詮釋的內容一般包括經文降示的原因、文法及詞語、修辭、輔音及元音的不同讀法及經文的法律含意。早期的詮釋家還在經注上加插在中東地區各個社群廣為流傳的一些傳說，以補充《古蘭經》的記載，例如亞當與夏娃、亞伯拉罕、摩西等其他聖典的人物，穆罕默德的生平事跡亦記敘在內。
由於《古蘭經》是用古典阿拉伯語誦讀，許多在後來才改宗伊斯蘭教的穆斯林（主要是非阿拉伯人）並非能夠全盤了解《古蘭經》所用的阿拉伯語，因此對於精通阿拉伯語的早期穆斯林耳熟能詳的典故，他們並不理解，而且他們對於《古蘭經》當中自相矛盾的部分亦感到困惑。精通阿拉伯語的詮釋家能夠解釋這些典故，或許最重要的是，他們可以說明哪些經文是在穆罕默德早期的時候降示，適用於很早期的穆斯林社群，哪些是在後期降示，撤銷或廢除了以往的經文。不過，一些學者則認為《古蘭經》的經文從來沒有被廢止。
賽萊菲派及宰希里派主張古蘭經字句主義，認為應該採納它的字面意思，但什葉派、蘇非派及一些穆斯林哲學家相信《古蘭經》的經文意思不局限於字面，他們認為《古蘭經》有更深層次的意思。
深度詮釋及蘇非派的詮釋試圖探究《古蘭經》的內在含意。蘇非派不拘泥於經文的字面意思，而是著眼於解構經文在意識及生活方式上的內在含義及形而上學。據伊斯蘭學者克里斯蒂·桑茲所述，蘇非派的詮釋不是要敘事，而是引人聯想，與其說是解釋，倒不如說引喻。蘇非派的詮譯家除了說明他們對經文的見解，還會作出各個假設。
根據學者安娜貝爾·基勒，蘇非派的詮釋往往有愛情的元素，例如可見於庫薩伊里對《古蘭經》的詮釋。《古蘭經》第七章第一百四十七節提道：

當穆薩為了我的會期而来，而且他的主對他說了話的時候，他說：「我的主啊！求你昭示我，以便我看见你。」主說：「你不能看見我，但你看那座山吧。如果它能在它的本位上堅定，那末，你就能看見我。」當他的主對那座山微露光華的時候，他使那座山變成粉碎的。穆薩暈倒在地上。當他蘇醒的時候，他說：「我贊頌你超絕萬物，我向你悔罪，我是首先信道的。」

在這段經文裡，穆薩（摩西）求見真主，但遭到拒絕。庫薩伊里解釋稱真主沒有直接拒絕他，而是讓他看那座山，令他感到更加痛苦，因為那座山能夠看到真主，而他卻看不到。真主向那座山昭示之際，那座山立即粉碎，庫薩伊里指出這種殘酷的做法是因愛而生。他又指出穆薩亦得到補償，他在暈倒地上後得以看到真主，所以他在蘇醒以後說了那樣的一句話。庫薩伊里的詮釋帶出了愛情神秘主義，例如接近的時候產生更強烈的渴求、迷戀於與摰愛溝通、愛人的嫉妒等。
伊斯蘭哲學家穆罕默德·侯賽因·塔巴塔巴伊指出，根據後世詮釋家的主流說法，「太厄維勒」是指經文指向的特殊意義，與之相對的「坦齊勒」是指經文字詞的表面意思。「太厄維勒」這個詞語原本有「返回」及「返回地」的意思，但由於上述這個說法變得普遍，於是成為《古蘭經》經注專用的詞語。傾向深度詮釋的詮釋家相信只有真主才知道《古蘭經》的真正意思。
伊斯蘭學家亨利·柯宾提到穆罕默德的一條聖訓稱：
《古蘭經》有外在及隱藏的頁面、有表義及隱義。隱義當中亦暗藏隱義，一共有七層的隱義。
從這條聖訓來看，《古蘭經》的隱義不會抵消或使表義變成無效，隱義就像注入身體的靈魂，使經文變得鮮活。科爾賓認為《古蘭經》對伊斯蘭哲學有所影響，因為認識論與先知學是並駕齊驅的。

#### 蘇非派經注的歷史
蘇萊米是12世紀之前其中一位著名的《古蘭經》深度詮釋作家，如果沒有他的作品，那麼早期大部分的蘇非派經注也不會出現。《經注的真諦》是他的主要經注作品，彙編了早期蘇非派的經注。其他的著作在11世紀之後陸續出現，包括庫薩伊里、德萊米、設拉子及蘇哈拉瓦迪的經注。除了引述蘇萊米的作品，這些著作還加上作者自己的見解。許多經文都以波斯文書寫，例如馬布迪的《經秘揭示》。魯米在他的著作《瑪斯納維》裡寫了許多神秘的詩文，他在這些詩文裡大量運用《古蘭經》經文，但其他人在翻譯他的作品的時候會忽略這種特色。雖然《瑪斯納雅》還敘述傳統的民間傳說及哲學，不只是《古蘭經》，但有許多人仍然把它視為是《古蘭經》的經注，並稱為「波斯語《古蘭經》」。希姆南尼亦寫了兩部甚具影響力的《古蘭經》深層經注，以遜尼派的觀點解釋真主在現實世界的跡象。詳細全面的蘇非派經注在18世紀湧現，例如伊斯梅爾·哈基·伯斯維的著作《古蘭經辭義精華》，這部長篇經注以阿拉伯文寫成，結合了前人（包括著名的伊本·阿拉比及安薩里）與作者的見解，全部以「哈菲茲體」（一種波斯詩體）編排。

### 重新詮釋
重新詮釋是指改信基督教的前穆斯林所用的一種解釋風格，調和《古蘭經》與《聖經》的分歧。這種重新詮釋是臨時起意，不成體系，專門為護教士而設，做法包括考量文法及文本的偏好、檢索及讓渡。

## 譯本

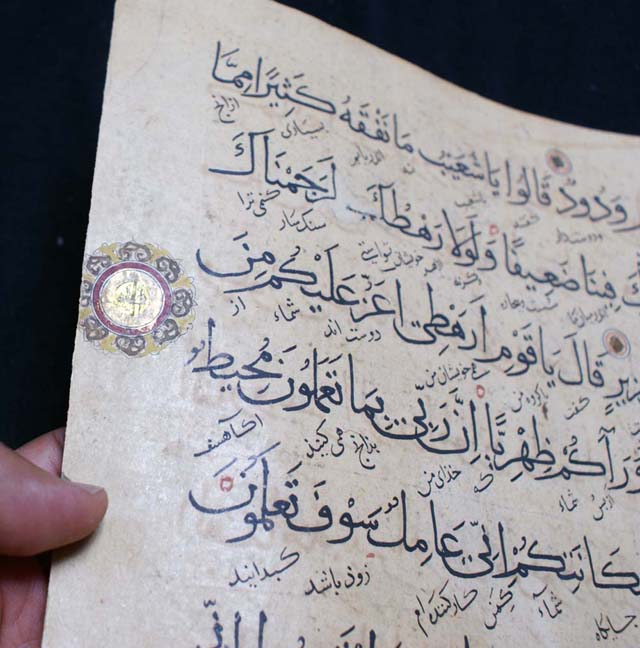
行距之間寫有波斯語譯文的阿拉伯語《古蘭經》，來自伊兒汗國時期。

譯《古蘭經》一直都困難重重，問題層出不窮。許多人認為《古蘭經》的經文不能用其他的語言及形式呈現。中世紀穆斯林學者蘇尤蒂提到「無論讀者是否精通阿拉伯語、是在禮拜期間還是其他時段，使用阿拉伯語以外的語言誦讀《古蘭經》是萬萬不可，以免它的不可模仿性受到破壞」。此外，一個阿拉伯詞語在不同的語境之下有不同的意思，更難以譯得準確。
儘管如此，古蘭經已經被譯成多種非洲、亞洲與歐洲語言。首位譯古蘭經的人是波斯人薩爾曼，他在7世紀時把開端章譯成波斯語。884年，在印度拉者（印度統治者）的要求下，另一部《古蘭經》譯本在阿爾瓦爾（印度信德，今屬巴基斯坦）完成。

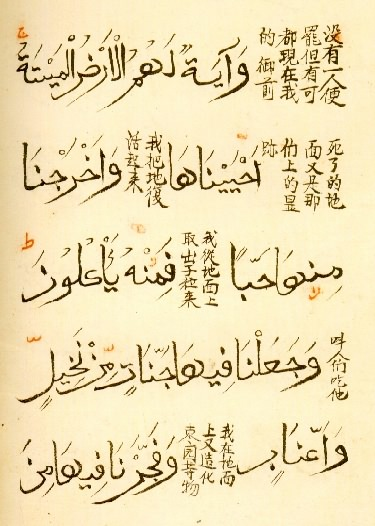
《古蘭經》雅辛章第34至35句的漢語譯文。

在10世紀至12世紀期間已經有人把《古蘭經》全文譯成波斯語。薩曼王朝的曼蘇爾一世下令一群來自大呼罗珊的學者把原文是阿拉伯語的《泰伯里古蘭經注》翻譯成波斯語，譯者把原文的一些內容略去，並加上一些新的內容，大概是去除一些異端及宗派的學說主張。到11世紀，蘇非派領袖霍賈·阿卜杜拉·安薩里的學生馬布迪用波斯語寫了一部完整的《古蘭經》經注，名為《經秘揭示》。在11世紀後，波斯語的譯文大量湧現，在馬什哈德的圖書館有超過100份《古蘭經》的波斯語譯文。
伊斯蘭教的傳說記述阿比西尼亞的尼格斯皇帝及拜占庭帝國的希拉克略亦得到《古蘭經》的譯文，他們所獲的穆罕默德來信當中包括《古蘭經》的經文。
在1936年已知有102個語言的《古蘭經》經文。2010年，《自由每日新聞及經濟評論報》報導在德黑蘭舉辦的第18屆國際古蘭經展覽會展出112種語言的《古蘭經》。
中世紀神學家凱頓的羅伯特在1143年受克魯尼修道院院長真福彼得委託而譯的作品《偽先知穆罕默德的宗教》是第一部把《古蘭經》譯成歐洲語言（拉丁語）的著作。安德烈·杜·賴恩譯的法語版本《穆罕默德的古蘭經》在1647年面世，亞歷山大·羅斯在兩年後根據這部作品而譯出首部英語《古蘭經》。學者喬治·塞爾在1734年完成首部學術性質的《古蘭經》英語譯本，阿拉伯學家理查德·貝爾及東方學者阿瑟·約翰·阿伯里（Arthur Arberry）亦分別在1937年及1955年推出他們譯的學術性《古蘭經》英語譯本。除了這些非穆斯林的譯者，穆斯林亦有大量的譯作。阿赫邁底亞穆斯林會出版了超過50種語言的《古蘭經》，包括簡明的英語譯本，另外亦出版了合共五冊的英語評注。
與《聖經》的譯本一樣，英語譯者更傾向採用古舊的英語字詞及句式，而不是具有同樣意思的現代慣用詞語，例如在較常見的優素福·阿里（Abdullah Yusuf 'Ali）及皮克索爾（Marmaduke Pickthall）的譯本裡，他們都使用單數及眾數的「爾」（ye）及「汝」（thou），而不是更常用的「你」（you）。
汉译《古蘭經》分古代汉语版和现代汉语版两种，古代汉语版以姬觉弥、王静斋译本为代表，现代汉语版以马坚的译本为代表。

## 誦讀

### 規則
《古蘭經》正確的誦讀方式是一門獨立的學科，名為塔吉威德，詳細介定《古兰經》的誦讀方式、每個音節的發音、需要停頓及省略音節的地方、發音需要拉長及縮短的地方、字詞之間需要連貫發音及分開發音的地方等。這門學科可以說是學習《古蘭經》的正確誦讀法則及方式，包括三個主要範疇：輔音及元音的正確發音（《古蘭經》音位的發音）、誦讀途中停頓及重新開始誦讀的位置及誦讀的音調和旋律。
為了避免發音出錯，母語並非阿拉伯語的誦經家會參加在埃及、沙特阿拉伯等國舉辦的課程。埃及的《古蘭經》誦經家在國際上獲得高度重視，經常獲得其他伊斯蘭國家的邀請。東南亞的《古蘭經》誦讀水平達到世界級，女性誦經家眾多，如雅加達的瑪莉亞·烏爾法。
誦讀方式有兩種：「穆拉塔爾」是指用較緩慢的速度誦讀，用以學習和練習；「穆賈瓦德」是指動用聲線上的技藝及音調旋律以緩速誦讀，技藝嫻熟的誦經家會用這種方式向公眾誦經，旨在吸引聽眾。

### 讀法差異

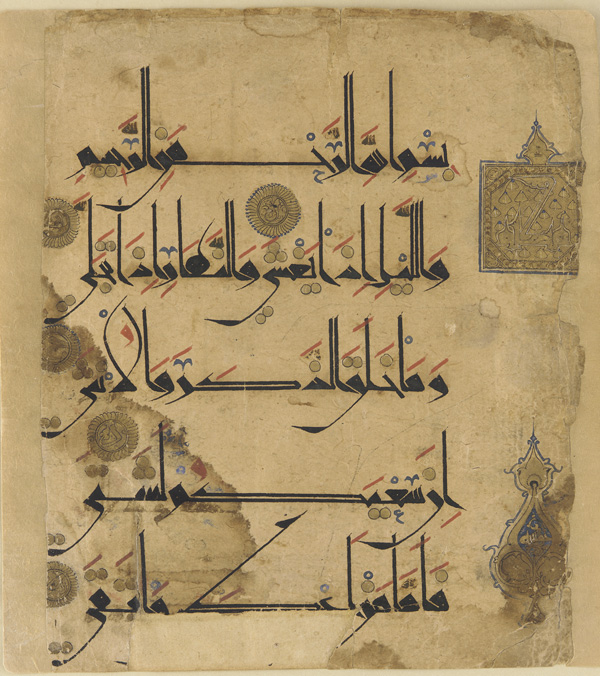
有音標符號的《古蘭經》頁面

標示特殊元音發音的音標符號在9世紀末開始出現在阿拉伯語上。最早期的《古蘭經》手稿並沒有這些符號，所以多種的讀法都是可以接受的。基於這種發音上的缺陷而准許不同的讀法導致《古蘭經》的讀法在10世紀大幅增加。10世紀的巴格達穆斯林學者伊本·穆賈希德確立了七種可被接受的《古蘭經》讀法，他研究各種不同的讀法及它們的可信性，在麥加、麥地那、庫費、巴士拉及大馬士革選出七位8世紀誦讀家的讀法。穆賈希德沒有解釋為何選出七種讀法，而不是六種或者十種，但可能是因為先知曾經表示《古蘭經》是用七種「艾哈若弗」（方言或文字）降示。當今最流行的讀法是出自阿西姆及納菲，再經哈夫斯及沃什傳承下去，阿西姆及納菲是其中兩位被穆賈希德選中的誦經家，分別來自庫費及麥地那。1924年在開羅制成的《古蘭經》標準版有很大的影響力，這個版本採用阿西姆的讀法，並且有一套精密的標音系統，使用經過修改的元音符號，又在微小的細節上加上一系列額外的符號。這個版本成為現代《古蘭經》印刷本的標準。
據伊斯蘭學者克里斯托弗·梅爾徹特所說，在各種不同的讀法當中，最大的差異在於元音是否反映出方言上的分別，其餘差異包括點號是寫在字的上面還是下面、某些字元是否發音及有沒有使用額外的阿拉伯字母。
阿拉伯學者沙迪·納賽爾根據不同讀法的內元音、長元音、輔音延長（疊音符）、語音同化及語音交替再加以細分。
一些早期的《古蘭經》與某個讀法是一致的。來自8世紀敘利亞的一份手稿是根據大馬士革的誦經家伊本·阿米爾而寫，另有研究指出這份手稿所示的讀音帶有霍姆斯地區的口音。

## 傳抄與印刷

### 傳抄

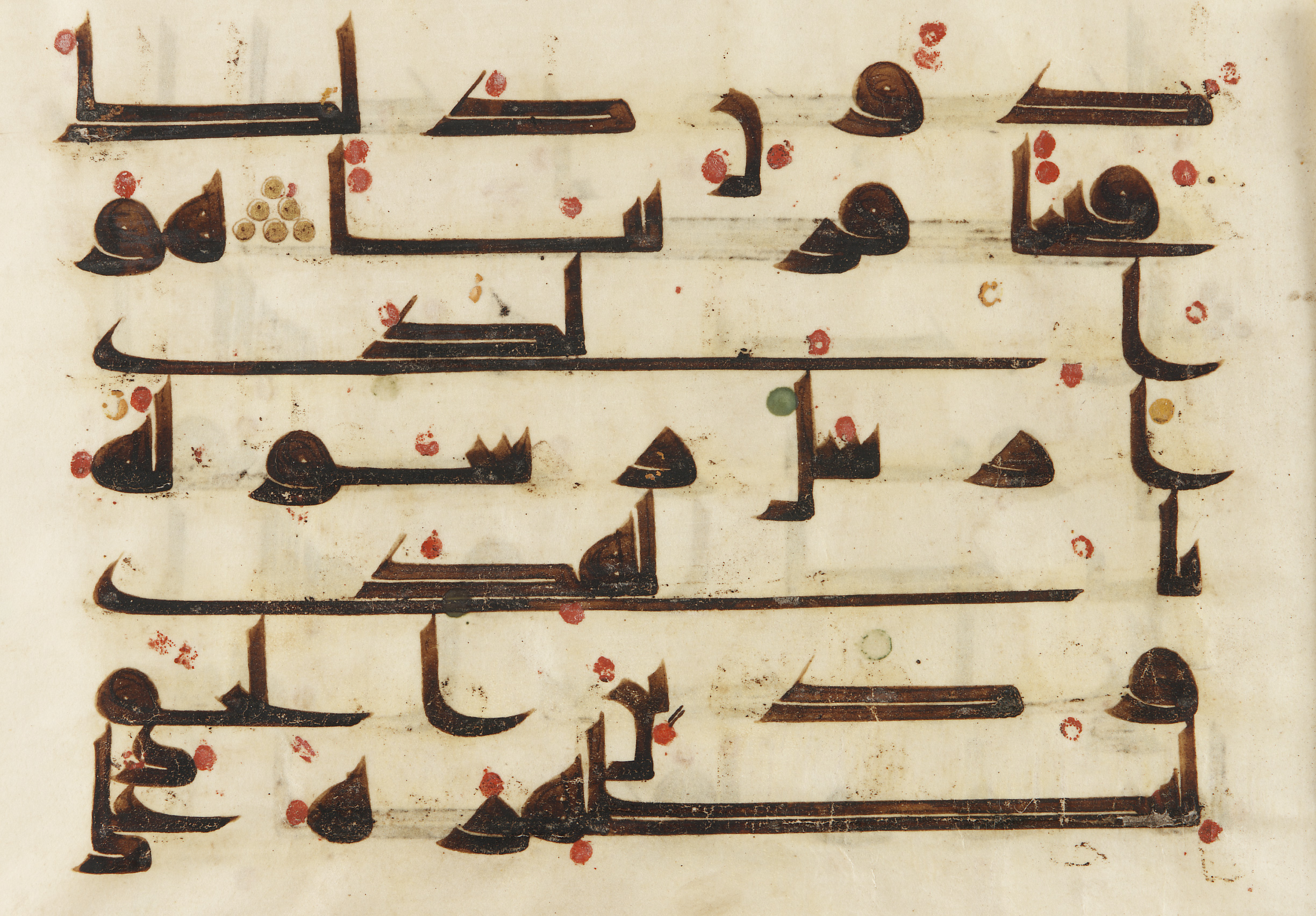
來自八世紀或九世紀的《古蘭經》，以庫法字體書寫。

印刷本在19世紀大行其道，在此前，《古蘭經》是由書法家及抄寫員所寫的手抄本傳播開去。最早的手抄本是用赫加齊體書寫，證明《古蘭經》以書面的形式傳播在早期就已經開始。字體或者是在9世紀開始變粗，這種字體在習慣上被稱為庫法體。在接近9世紀末的時候，新字體開始取代早期的字體出現在《古蘭經》的複本上，因為使用早期的字體需要花費太多時間抄寫，而對《古蘭經》複本的需求卻在飆升，因此抄寫員選擇使用更簡單的字體。在11世紀開始，《古蘭經》的主要書寫字體有謄抄體、學者體及萊哈尼體，特別是謄抄體非常普遍，有時亦見有蘇盧斯體。北非及西班牙則流行馬格里比體，比哈爾體獨見於印度北部，波斯地區有少數《古蘭經》是以波斯體抄寫。
最初的《古蘭經》並沒有音標，現有的音標系統似乎是在接近19世紀末才出現。對於大部分的穆斯林來說，這些手抄本的價格太昂貴，所以清真寺都備有《古蘭經》的複本以供他們閱覽，這些複本通常都會分成30冊（朱茲伍）。以產量而言，奧斯曼帝國的抄寫員是俵俵者，印刷術在當時尚未盛行，而市場上對《古蘭經》有殷切的需求，藝術上的原因亦使他們更傾向手抄。

### 印刷
早在10世紀已有記錄利用木刻版畫印制《古蘭經》的部分內容。
阿拉伯語的活字印刷是在教宗儒略二世的號令之下開始，以供中東基督徒閱覽書籍。第一部用活字印刷術制作的全本《古蘭經》是在1537年或1538年於威尼斯完成，出自帕加尼諾·帕格尼尼及亞歷山德羅·帕格尼尼之手，旨在打入奧斯曼帝國的市場。《古蘭經》還有兩個活字印刷的版本，分別是由漢堡的牧師亞伯拉罕·欣克爾曼及帕多瓦的意大利神父路易斯·馬拉奇在1694年及1698年出版。馬拉奇的版本還包括精準的拉丁語譯文。
在這段時期，《古蘭經》印刷本受到穆斯林法學家的強烈抵制。奧斯曼帝國在1483年至1726年間禁止印刷任何帶有阿拉伯語的物品，違者甚至會被判死刑。直至1726年在易卜拉欣·穆特菲里卡的要求下，這條禁令才得以放寬，允許印刷宗教典籍以外的阿拉伯語文本，穆特菲里卡在1729年出版了他的第一部書籍。不過，奧斯曼帝國在隨後的十年之內也只有極少的印刷書籍，對宗教典籍的印刷禁令依舊執行。
1786年，俄國葉卡捷琳娜二世在聖彼得堡出資成立了一家「韃靼語及土耳其語活字印刷」的出版社，當中一位叫奧斯曼·伊斯梅爾的毛拉（精通伊斯蘭神學的人）負責出版阿拉伯刊物。這家出版社的1787年出版《古蘭經》，1790年及1793年在聖彼得堡再版，1803年在喀山再版。1828年，德黑蘭出現石板印刷的《古蘭經》。
1834年，東方學家古斯塔夫·弗呂格爾在萊比錫出版的《古蘭經》在其後的接近一百年內都是權威版本，直至1924年開羅艾資哈爾大學出版的版本取而代之。這個版本是經過長年累月的整合工作而得出的結晶，統一了《古蘭經》的拼寫方式，是後來其他版本依據的基石。

## 與其他文學的關係

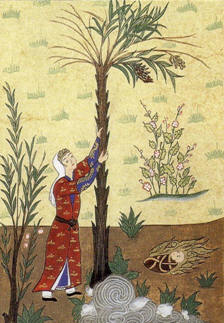
即将分娩的玛丽搖晃椰棗樹以取得成熟果實

《古蘭經》指出它與以往降示的經典是同出一徹（《妥拉》及《引支勒》），都是真主降示的經書，穆斯林都相信它們。
根據《布哈里聖訓》，在《古蘭經》被奧斯曼統合之前，黎凡特人及伊拉克人有加以引述，基督徒和猶太人亦有對它的討論。雖然內容細節大為不同，但《古蘭經》所記載的許多人物和事件都同時出現在猶太教及基督教的經書（《塔赫希》、《聖經》）及宗教文獻（《偽經》、《米德拉什》）裡。《古蘭經》描述亞當、以諾、挪亞、呼德、示拉、亞伯拉罕、羅得、以實瑪利、以撒、雅各、約瑟、約伯、葉忒羅、大衛王、所羅門、以利亞、以利沙、約拿、亞倫、摩西、撒迦利亞、聖若翰洗者及耶穌是真主的先知。事實上，比起其他的經書，《古蘭經》提及摩西的次數更多，耶穌在《古蘭經》裡出現的次數比起穆罕默德還多，瑪利亞在《古蘭經》裡出現的次數也比《新約聖經》多。《古蘭經》的一些內容與《四福音合參》、《雅各福音書》、《多馬的耶穌嬰孩時期福音》、《偽馬太福音》及《阿拉伯語耶穌嬰孩時期福音》有相似之處。

## 批評
相傳《古蘭經》的出處是穆罕默德接受天使的啟示而得，但有學者並不同意這個說法。學者約翰·萬斯伯勒（John Wansbrough）表示在伊斯蘭教出現的初期並沒有任何《古蘭經》的文獻來源，他的結論是《古蘭經》是在後來的7至8世紀通過長期的口述傳承編纂而成。猶太學者亞伯拉罕·蓋格爾（Abrahim  Geiger）則指《古蘭經》的許多用字、概念及典故是參考了猶太教，例如它記載天堂的「七重天」與猶太教在《塔木德》裡的描述相似。
穆斯林認為《古蘭經》本身就是神跡，當中的經文亦指人類無法創造出這樣的經書，但這種說法受到不少的質疑。雖然穆斯林學者指《古蘭經》運用的大量字詞、工整的構詞、複雜的句式、大量不同的比喻手法及創新的修飾技巧是非人類所能，但有西方學者不同意，並指《古蘭經》犯下不少語病，例如特奧多爾·諾爾迪克（Theodor Nöldeke）指它的句式「粗糙」、「醜陋」、「不當」、「非常異常」、「非常生硬」、「參差」等。《古蘭經》的排版及敘事方式同樣為人詬病，學者雷諾·阿萊恩·尼科爾森（Reynold Alleyne Nicholson）稱《古蘭經》是「一些冗長故事及散文式訓誡的大雜燴，不值得與《舊約聖經》相提並論」。

### 引用
引自出版物
1. ↑  Lonely Planet，Dunston & Carter（2008年），第69页
2. 1 2  Aziz & Ali（2011年），第36页
3. 1 2  Esposito（2003年），第256页
4. ↑  McAuliffe（2006年），第31-33页
5. ↑  Campo（2009年），第570-574页
6. ↑  Nigosian（2004年），第65-80页
7. ↑  Wheeler（2002年），第15页
8. ↑  Hughes（2013年），第81页
9. ↑  Esposito（2003年），第148页
10. ↑  Street（2002年），第193页
11. ↑  Adamec（2009年），第113-114页
12. ↑  Nelson（2001年），第14页
13. ↑  Qasmi（2006年），第137页
14. 1 2 3 4  Campo（2009年），第652页
15. 1 2  Wheeler（2002年），第3页
16. ↑  McAuliffe（2006年），第41页
17. ↑  Aziz & Ali（2011年），第35页
18. ↑  馬堅（1981年），第457页
19. ↑  Al-Azzam（2008年），第13页
20. ↑  馬堅（1981年），第151页
21. ↑  馬堅（1981年），第236页
22. ↑  馬堅（1981年），第275页
23. ↑  Weismann，Sedgwick & Mårtensson（2014年），第212-213页
24. ↑  Jaffer & Jaffer（2009年），第11-15页
25. ↑  Graham（1977年），第31页
26. ↑  Risha（2014年），第10页
27. ↑  Dan Gibson: Qur'ānic Geography (2011
28. ↑  Carimokam（2010年），第65页
29. ↑  Phillips（2009年），第187页
30. ↑  Ananda（2015年），第75页
31. ↑  Hasan（2009年），第68页
32. ↑  Bennett（2005年），第91页
33. ↑  Denffer（1985年），第37页
34. ↑  Khan（1971年），Revelation
35. ↑  馬堅（1981年），第409页
36. ↑  Peterson（2007年），第53页
37. ↑  馬堅（1981年），第126页
38. 1 2 3 4  Bell & Watt（1970年），第31-51页
39. ↑  Günther（2002年），第1-26页
40. 1 2  Geisler & Saleeb（2002年），第92-93页
41. 1 2  Herlihy（2012年），第76页
42. ↑  Geisler & Saleeb（2002年），第93-94页
43. ↑  Naqvi（2012年），第15页
44. ↑  Campo（2009年），第573页
45. ↑  Cassini（2001年），第322页
46. ↑  Morgan（2010年），第33页
47. ↑  Triannual（2004年），第143-145页
48. ↑  Bergmann & Sadeghi（2010年），第343-436页
49. ↑  Sadeghi & Goudarzi（2012年），第1-129页
50. ↑  Miller（2005年），第25页
51. ↑  Dindi, Emrah. . Cumhuriyet İlahiyat Dergisi. 2017-06-15. ISSN 2528-9861. doi:10.18505/cuid.307993.
52. ↑  Jaffer & Jaffer（2009年），第22-23页
53. ↑  馬堅（1981年），第220页
54. ↑  Mingana & Lewis（2014年），第xviii页
55. ↑  McAuliffe（2001年），第127-135页
56. ↑  Corbin（1993年），第10页
57. ↑  馬堅（1981年），第197页
58. 1 2 3  馬堅（1981年），第219页
59. ↑  馬堅（1981年），第1页
60. ↑  馬堅（1981年），第419页
61. ↑  Hazen（2002年），第14页
62. ↑  Sengers（2005年），第129页
63. ↑  Baderin（2014年），第128页
64. ↑  Ramadan（2006年），第12页
65. ↑  Bassiouni（2013年），第62页
66. ↑  Dutton（1999年），第159-160页
67. ↑  Baderin（2017年），第xviii页
68. ↑  Wright（2009年），第97页
69. ↑  Leaman & 2006，第130-135页
70. ↑  McAuliffe（2003年），第213、216页
71. ↑  Furani（2012年），第26页
72. ↑  Yunus（1994年），第31页
73. ↑  Vasalou（2002年），第23-53页
74. ↑  Sardar（2011年），第17页
75. ↑  馬堅（1981年），第289页
76. ↑  Sourdel & Sourdel-Thomine（2007年），第20页
77. ↑  Aliyev（2013年），第62页
78. ↑  Bhatti & Gul-e-Jannat（1995年），第17页
79. ↑  Glassé & Smith（2003年），第187页
80. ↑  Pagandan Hristiyanlık ve Müslümanlığa Bir İnanç Merkezi: Ashab-ı Kehf ve Günümüzde Tarsus Ashab-ı Kehf'te Hıdırellez Şenlikleri （页面存档备份，存于）; Çukurova Üniversitesi Türkoloji Araştırmaları Merkezi; Erişim Tarihi: 25 Aralık 2015
81. ↑  .   [2021-08-12]. （原始内容存档于2021-11-25）.
82. ↑  .   [2021-08-12]. （原始内容存档于2021-11-25）.
83. ↑  Saeed（2008年），第62页
84. ↑  馬堅（1981年），第442页
85. ↑  馬堅（1981年），第252页
86. ↑  Martin（2003年），第558-562页
87. ↑  馬堅（1981年），第369页
88. ↑  馬堅（1981年），第376页
89. ↑  Izutsu（2002年），第184页
90. ↑  馬堅（1981年），第33页
91. ↑  Hasan（2015年），第64页
92. ↑  McAuliffe（2003年），第192、204页
93. ↑  Morgan（2010年），第24页
94. ↑  Renard（2015年），第114页
95. ↑  Rippin（2008年），第92页
96. ↑  Bary & Bloom（1990年），第65页
97. 1 2  Sells（2007年），第15页
98. ↑  馬堅（1981年），第248页
99. ↑  馬堅（1981年），第100页
100. ↑  馬堅（1981年），第15页
101. ↑  Wild（2006年），第148页
102. ↑   (PDF).   [2021-04-01]. （原始内容存档 (PDF)于2020-07-16）.
103. ↑  馬堅（1981年），第17页
104. 1 2  Corbin（1993年），第7页
105. 1 2  Rippin（2008年），第350-362页
106. ↑  Sands（2006年），第3页
107. ↑  Keeler（2006年），第1-21页
108. ↑  Corbin（1993年），第13页
109. ↑  Jackson（2014年），第78页
110. 1 2  Elias（2010年），第41-55页
111. ↑  Miller（2009年），第30-33页
112. ↑  Shafi（2008年），第117页
113. 1 2 3 4  Leaman（2006年），第657-669页
114. ↑  Naqvi（2012年），第88页
115. ↑  Khan（2009年），第11-16页
116. ↑  Meri（2005年），第824页
117. ↑  Katz（2000年），第10页
118. ↑  Yahaghi（2002年），第105-109页
119. ↑  Bloom & Blair（2002年），第42页
120. ↑  Howard（2011年），第222页
121. ↑  Ahmad & Ahmad（1988年），第1539页
122. ↑  Ali（2000年），第14页
123. ↑  Ibrāhīm，Aydelott & Kassabgy（2000年），第32-33页
124. ↑  任繼愈（2002年），第20页
125. 1 2  Leaman（2006年），第71-81、532-535页
126. ↑  Levtzion & Pouwels（2000年），第548页
127. ↑  Nelson（2014年），Introduction
128. ↑  Rippin（2008年），第481-493页
129. ↑  Melchert（2008年），第73-87页
130. ↑  Nasser（2012年），第166-176页
131. ↑  Dutton（2001年），第71-89页
132. ↑  Rabb（2006年），第88-127页
133. 1 2  Rippin（2008年），第172-187页
134. ↑  Riddell，Street & Johns（1997年），第170-174页
135. 1 2  Faroqhi（2005年），第134-136页
136. ↑  Meerdink（2015年），第59页
137. ↑  McAuliffe（2004年），第251页
138. ↑  ʻUs̲mānī & Rehman（2000年），第215页
139. ↑   Leirvik 2010, pp. 33–34.
140. ↑  馬堅（1981年），第35页
141. ↑  Solomon，Harries & Winter（2005年），第55-66页
142. ↑  Esposito（2010年），第40页
143. ↑  Reynolds（2007年），第41页
144. ↑  Ben-Chanan（2011年），第197-198页
145. ↑  Sawma（2006年），第93页
146. ↑  Geiger（1998年），What Did Muhammad Borrow From Judaism
147. ↑  Leaman（2006年），第357页
148. ↑  Leaman（2006年），第368页

引自网络文献
1. ↑  . Press TV. 2015-07-22  [2015-09-22]. （原始内容存档于2015-09-24） （英语）.
2. ↑  Coughlan, Sean. . BBC. 2015-07-22  [2015-09-22]. （原始内容存档于2015-07-24） （英语）.
3. ↑  Bilefshy, Dan. . The New York Times. 2015-07-22  [2015-09-22]. （原始内容存档于2019-03-05） （英语）.
4. 1 2 3 4 5  Nasr, Seyyed Hossein. . Encyclopædia Britannica Online.   [2015-09-24]. （原始内容存档于2015-11-05） （英语）.
5. ↑  . About.com.   [2015-09-24]. （原始内容存档于2015-09-25） （英语）.
6. ↑  Dukes, Kais. . The Mail Archive. 2010-03-30  [2015-09-29]. （原始内容存档于2015-09-30） （英语）.
7. ↑  . Renaissance.   [2015-10-06]. （原始内容存档于2015-11-05） （英语）.
8. ↑  Tabatabaei, Sayyid Muhammad Husayn. . Shia Studies. 2013-12-05  [2015-10-07]. （原始内容存档于2016-03-04） （英语）.
9. ↑  Aslan, Reza. . Slate. 2008-11-20  [2015-10-09]. （原始内容存档于2015-10-21） （英语）.
10. ↑  . Hürriyet Daily News and Economic Review. 2010-08-12. （原始内容存档于2015-11-05） （英语）.
11. ↑  . 上海市地方志辦公室.   [2015-10-30]. （原始内容存档于2016-03-26） （中文（简体））.
12. ↑  Roper, Geoffrey. . Muslim Heritage.   [2015-10-23]. （原始内容存档于2015-11-05） （英语）.
13. ↑  . The Burke Library (Columbia University Libraries) .   [2015-10-23]. （原始内容存档于2015-12-24） （英语）.
14. ↑  . 2014-01-18  [2015-10-23]. （原始内容存档于2015-10-16） （英语）.
15. ↑  . Center for Muslim-Jewish Engagement.   [2015-10-26]. （原始内容存档于2015-10-25） （英语）.

## 外部連結
- 可下载的《古兰经》 （页面存档备份，存于） 各种语言的新《古兰经》免费翻译，可下载 PDF 或 ePub 格式。
- （英文）Quran Word by Word[] // QuranAcademy.org
- （中文）古蘭經中文翻譯（页面存档备份，存于）—馬堅、王靜齋與仝道章三家譯本對照
- （中文）古兰经汉译经文查询—馬堅、王靜齋、仝道章、马金鹏、马仲刚五种譯本的對照
- （阿拉伯文）（中文）古兰经中阿文逐句诵读
- （日語）聖古蘭線上古蘭經
- （中文）古蘭經導讀（页面存档备份，存于）
- （英文）古蘭經誦讀學習（页面存档备份，存于）
- （英文）古兰经和对中文的意思翻译（页面存档备份，存于）
- （英文）（西班牙文）（德文）（俄文）（乌尔都文）（阿拉伯文）線上阿拉伯語古蘭經聆聽（页面存档备份，存于）
- （阿拉伯文）世界诸国34种语言翻译版本与古兰经对照（是目前线上最全的多语言汇集本）（页面存档备份，存于）
- （英文）大古蘭經（页面存档备份，存于）
- （英文）古蘭經的文法問題：修辭觀點（页面存档备份，存于）
- （英文）古蘭經的文法問題：人稱與數的轉換（页面存档备份，存于）
- （英文）古蘭經裡的科學與歷史（页面存档备份，存于）
- （英文）古蘭經裡的外星人與精靈的關係（页面存档备份，存于）
- （英文）幽浮與古蘭經（页面存档备份，存于）